# CH-47 (航空機)
CH-47 チヌーク
オランダ空軍のCH-47F
- 用途：端末空輸、ヘリボーン
- 分類：大型ヘリコプター
- 設計者：ボーイング・バートル
- 製造者：　
  - ボーイング・バートル→ボーイング・ヘリコプターズ→ボーイング・ロータークラフト・システムズ
  - エリコッテリ・メリディオナーリ→アグスタ→アグスタウェストランド
  - 川崎重工業
- 運用者：#運用国
- 初飛行：1961年9月21日（YCH-1B）
- 生産数：1,200機以上（F型が生産継続中）
- 運用開始：1962年8月16日
- 運用状況：現役
- ユニットコスト：52.5億円 (CH-47JA, 平成24年度)[1][注 1]
- 原型機：V-107（YHC-1A）

CH-47 チヌーク（英語: CH-47 Chinook）は、ボーイング・バートル（現ボーイング・ロータークラフト・システムズ）が開発したタンデムローター式・ターボシャフト双発の大型輸送ヘリコプター。
試作機は1961年9月21日に初飛行、量産型1号機は1962年8月16日にアメリカ陸軍に引き渡された。以後、順次に改良を加えつつ、試作機初飛行から60年が経過してもなお生産が継続されており、生産数は1,000機を超えている。

## 概要
CH-47はもともと、バートル社のV-107をもとに、アメリカ陸軍の要求にあわせて大型化・強化した輸送ヘリコプターである。V-107と同じくターボシャフト双発のタンデムローター機で、貨物・車両の積み降ろしが容易な箱型の胴体の前部にコクピットを設けている。
配備直後からベトナム戦争で実戦投入されており、榴弾砲と弾薬、砲兵隊員を同時に輸送可能という高性能が買われて広く活躍した。またその後も改良を重ねつつ生産が続けられており、日本の自衛隊を含めて、世界的に広く用いられている。
愛称の「チヌーク」（Chinook）は、北アメリカのネイティブアメリカン部族の「チヌーク族」（チヌック族ともいう）から命名された。

## 開発に至る経緯
1958年6月25日、アメリカ陸軍はCH-21 ショーニー、CH-34 チョクトーおよびCH-37 モハーヴェの後継となる次期中型輸送ヘリコプターの要求仕様「兵器システムSS471L」を作成し、各メーカーに提示した。バートル社が同年4月22日には初飛行に成功させていたV-107も検討の俎上に載せられて、YHC-1Aとして試作機10機が発注されたものの、機体規模の点で要求仕様に合致せず、3機で納入は打ち切られた。これに対して、同社は既に陸軍の要求仕様にあわせて一回り大型化したV-114の開発に着手しており、1958年9月には同機の採用が決定された。ただし予算処理の関係から、試作機5機の発注は1959年6月に先送りされた。
試作1号機（59-4982）は1961年4月28日に完成したが、地上滑走試験中の事故で損傷したため、初飛行は試作2号機（59-4983）によって1961年9月21日に行われた。その後、順次に試作5号機までが製作されて、ボーイング・バートル社と陸軍によって各種試験に供された。また1960年には早くも最初の量産型（HC-1B）5機が発注され、1961年には更に18機が追加発注されて、1962年8月16日より陸軍への引き渡しが開始された。そして1962年9月の命名法改正に伴い、YCH-1BはYCH-47A、そしてHC-1BはCH-47Aと称されるようになった。

## 設計

### 基本構造
機体構造はコクピットとキャビン、後部胴体の3つのセクションから構成されている。各セクションは、アーチ状のフレーム（円框）と前後に延びるストリンガー（縦通材）、そしてコクピット後方のバルクヘッド（隔壁）からなるセミモノコック構造になっており、天井部分や窓の上下などにはロンジロン（強化縦通材）が使われている。
コクピットセクションの後方右舷側にはキャビンドア、左舷側には脱出用ハッチが設けられている。またキャビンセクションの床面にはユーティリティハッチが設けられており、有事の脱出口のほか、貨物のスリング輸送の際の操作・監視にも用いられる。なおこのハッチは完全密閉が可能で、キャビンセクションは水密区画となっている。キャビンセクションには左右3か所ずつ、後部胴体セクションには左右1か所ずつの丸窓が配置されているが、いずれもはめ殺しであり、脱出時にはパネルごと投棄する必要がある。後部胴体セクションの後端はカーゴランプになっている。
コクピットセクションと後部胴体セクションの上方には、それぞれ前・後のローターを設置するためのパイロンが設けられている。これらのローターはいずれも前方に傾斜した形で取り付けられているため、回転するときに互いのブレードが接触しないよう、後部パイロンのほうが50インチ（1.27メートル）ほど高くなっている。また機体の両脇には胴体ポッドが設置されており、燃料タンクや主脚などはここに配置されている。特に主脚をここに配置することで、クラッシュランディングの際にもキャビンセクションに衝撃が直接伝わることを避け、修理の手間を減らせるよう工夫されている。

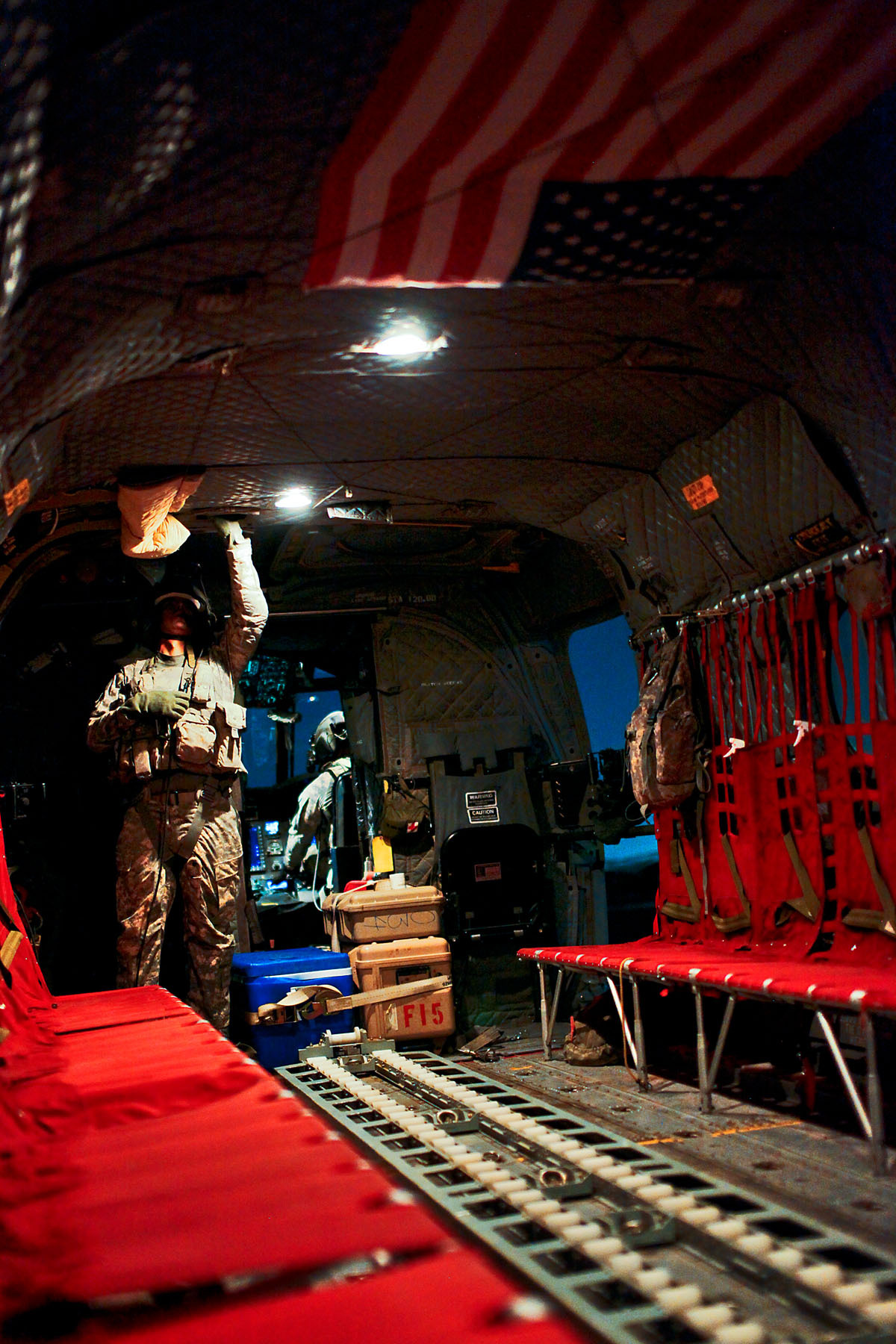
キャビン内からキャビンドア、コクピットセクションを見た様子
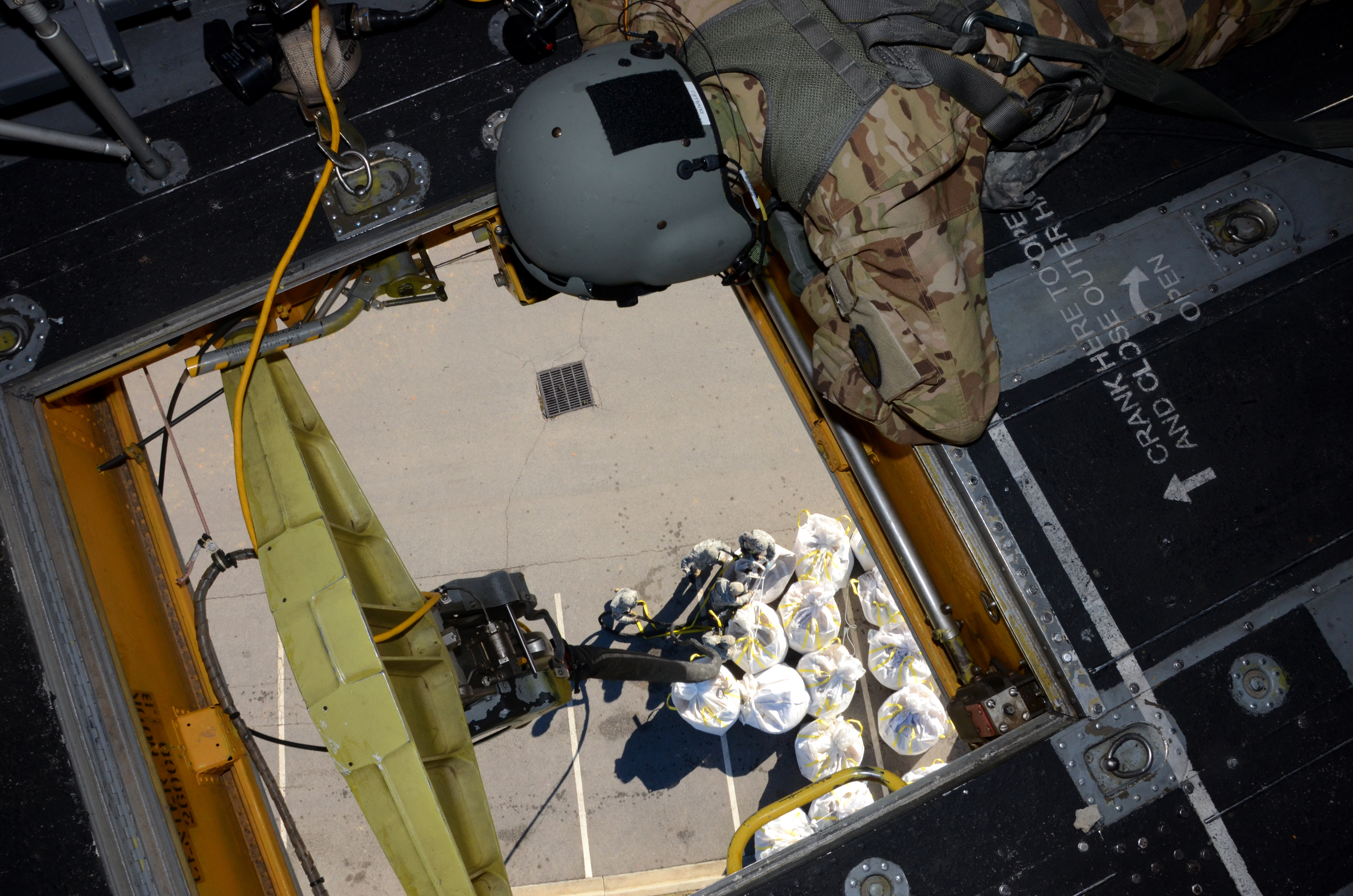
スリング輸送作業のため開放されたユーティリティハッチ

### 動力系統
本機はヘリコプターとしては高速であり、ベトナム戦争に投入された当初、ヘリボーン部隊の火力支援用に用いられていたUH-1B武装ヘリコプターでは追従困難という問題が生じて、専用の攻撃ヘリコプターであるAH-1 コブラの開発につながった。

#### エンジン

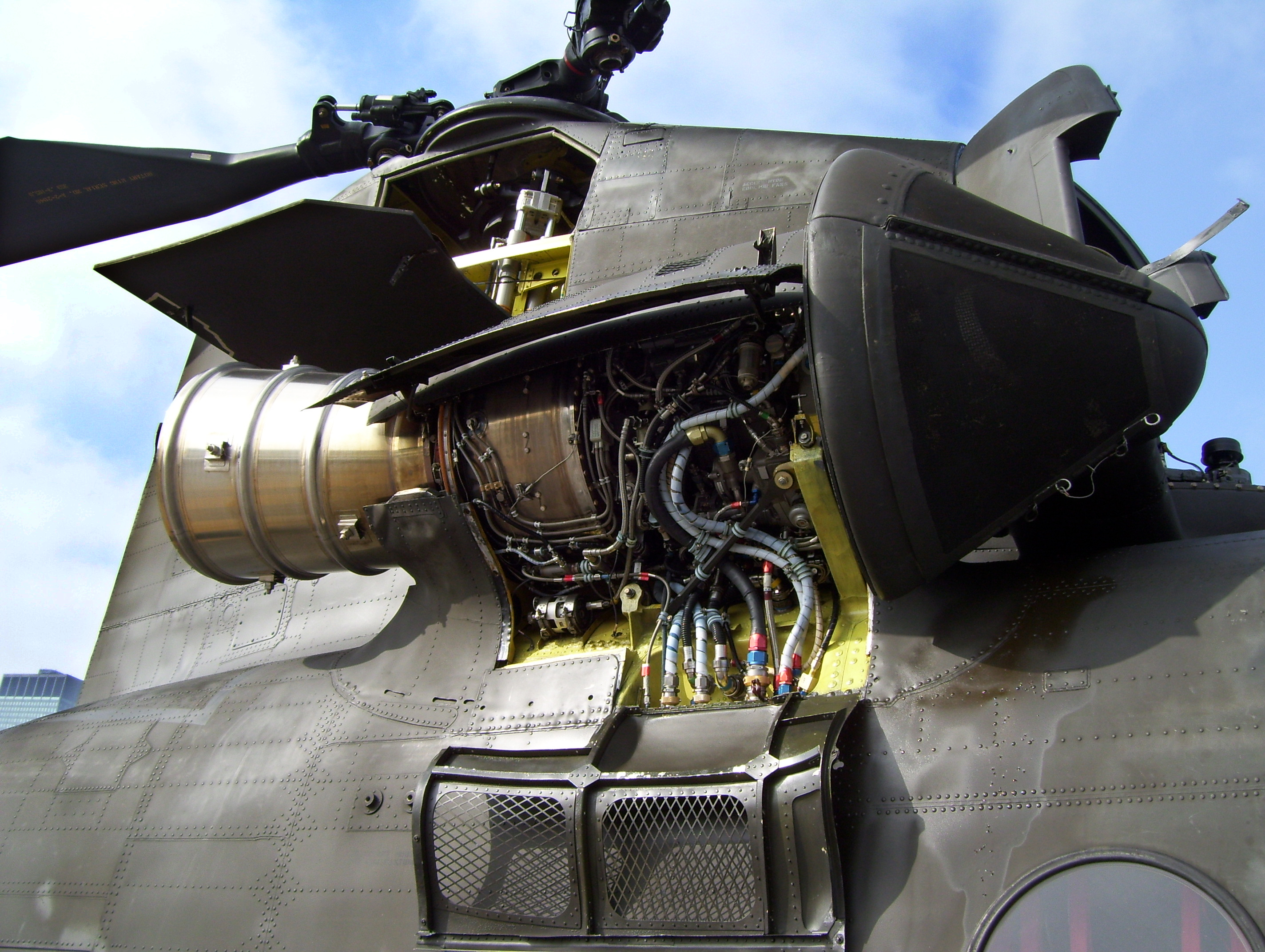
エンジン

陸軍の最初期の要求ではライカミング T55ターボシャフトエンジン3基の搭載が求められていたが、まもなくエンジンの出力向上の目途が立ったことから、V-114は当初から双発機として開発された。後部胴体セクション上部と後部パイロンの基部は一体構造になっており、エンジンはこの部分の側面に取り付けられている。
最初期のCH-47Aは出力2,200軸馬力のT55-L-5を搭載していたが、折からのベトナム戦争において、エンジンが本来の出力を発揮しづらい高温・高地の環境での作戦では不足が指摘され、より強力なT55-L-7が搭載されるようになった。その後も、下表の通り順次にモデルチェンジして、出力の増大など改良を測っている。
| エンジンの型式名 | 出力 (shp) | 搭載機の型式名       |
| ---------------- | ---------- | -------------------- |
| T55-L-5          | 2,200      | CH-47A               |
| T55-L-7          | 2,650      | CH-47A               |
| T55-L-7C         | 2,850      | CH-47A/B/C           |
| T55-L-11         | 3,750      | CH-47C               |
| T55-L-11D        | 3,750      | CH-47C               |
| T55-L-712        | 3,750      | CH-47D               |
| T55-L-714        | 4,085      | CH-47D, MH-47E       |
| T55-GA-714A      | 4,868      | CH-47SD/F, MH-47G    |
| T55-GA-714C      | 6,000      | CH-47FブロックII予定 |

なお、途中でライカミング社のガスタービン部門がアライドシグナル社に買収され、T55の製造はその傘下のギャレット・エアリサーチ社が行うことになったため、メーカーを表す記号も変更された。その後、アライドシグナル社はハネウェル社となっているが、その際には記号の変更は行われなかった。

#### 伝達機構
CH-47は、前部ローターを左回り、後部ローターを右回りに回転させることで回転トルクを互いに打ち消すタンデムローター方式を採用している。
エンジンからの出力はエンジントランスミッションで約90度変換された後、機体中央のコンバイニング・トランスミッションに入る。ここで2基のエンジンの回転が1つに結合されて、前方および後方に伸びるシンクロナイジング・シャフトに伝達される。このシャフトの回転数や方向は文字通りシンクロナイジングしており、それぞれ前・後部回転翼ドライブトランスミッションに入り、ローターを駆動する。このように、回転翼ドライブトランスミッションをコンバイニング・トランスミッションの前後に配することで、複雑な逆転機構などがなくても回転方向を逆転させることが可能となっている。

#### ローター
前部回転翼ドライブトランスミッションは約9度、後部回転翼ドライブトランスミッションも4度前傾しており、これらは地上をタキシングする際の推進力を生み出す。
ローターブレードは、前縁側に回転翼ソケットから翼端まで全通する中空の桁材（Dスパー）を配し、その後方にはアルミ製の小骨（リブ）を一定間隔で並べて、これらをガラス繊維製の外皮（スキン）で覆ったボックス構造となっている。CH-47D以降では複合材料の導入範囲が拡大され、Dスパーもガラス繊維製になったほか、リブの代わりに難燃性アラミド繊維（ノーメックス）のハニカム構造をガラス繊維製のスキンで覆ったフェアリングが接着されている。複合材製ブレードは金属製に比べて軽量だが、異物の衝突などによる衝撃には弱いため、前縁部はチタン合金製のフェアリングで守られている。
なお、21世紀以降、ヘリコプターはローターのブレード数を増やすことで効率向上と低騒音化が試みられているが、ブレード間の隙間にもう一基のローターのブレードが入り込む同期を行なっているタンデムローター機ではそのようなことはほとんど行えない（ボーイング モデル360など実例が全くないわけではない）。
2009年に、アフガニスタンで従軍記者をしていたマイケル・ヨンが、ローターの回転する形に発光しているCH-47の写真を撮影した。この現象は、砂漠など砂が多い状況で、チタンやニッケルでできたローターが回転することで、粒子衝突帯電が連続で発生し、ヘリ本体に蓄積した衝突帯電電荷が、ローターの先端でコロナ放電を引き起こすために起きる。正式な名称は付いていないが、マイケル・ヨンはこの現象を、戦争で命を落とした二人の兵士の名前を取って、コップ・エッチェルズ現象（Kopp-Etchells Effect）と呼んでいる（セントエルモの火）。

## 機能

### 輸送能力

#### キャビンへの積載
キャビンは完全な箱型で、内部に大きな突起物はないため、基本的にはカーゴランプから入るサイズであれば積載可能である。胴体断面は完全な四角形ではなく、キャビンとして使えるのは高さ1.98×幅2.29メートルの範囲である。また貨物の取り回しのため、機内にHICHS（helicopter internal cargo-handling system）のレールとローラーコンベアを設置する場合、キャビンは高さ1.92×幅2.13メートルとやや狭くなる。
キャビンの奥行きは9.30メートルで、一番奥までHICHSのレール/ローラーを配置した場合、標準的な463Lマスターパレットであれば3枚を搭載できる。一方、車両を搭載する場合は後ろ向きに自走して搭載することになっており、陸上自衛隊では高機動車や1/2tトラックを搭載可能とされる。高機動車を搭載する場合、天井に擦らないように前ガラスを倒す必要があり、左右も拳1つ分程度の隙間しかない。
人員輸送に用いる場合、標準的には壁面に設けられた兵員用座席が使用される。CH-47Dでは左舷側に17席、右舷側に16席が設けられており、左舷側最前部は部隊指揮官の席とされていた。一方、CH-47Fでは部隊指揮官の席がコクピットセクションのバルクヘッドに背を向ける位置に移動されて、コクピットに向かう通路の右側にクルーチーフ席、左側に部隊指揮官席が設けられる配置となり、クルーチーフ席と部隊指揮官席はコクピット内のフライトクルーと同様に耐弾装甲が施された耐衝撃座席となった。
このように、配置に変更はあったものの、基本的には乗員3名（操縦士と副操縦士、クルーチーフ）と兵員33名が標準的な構成である。ただし左右の座席の間に更にセンターシートを追加すれば、最大55名まで搭乗できる。また緊急時であれば更に増加させることも不可能ではなく、ベトナム戦争中のハート・アンド・マインド作戦の際には、1機が一度に147名の住民を空輸したという記録もある。
負傷者後送（CASEVAC）を想定して、機内には担架を配置する準備もなされている。最大で4段式の担架を6か所に配置することができ、この場合は、応急処置のため添乗する衛生兵のための2席のみを残して、兵員用座席は撤去される。一方、担架を24床すべて搭載する必要がない場合には、軽症者や避難者のために担架を減らして座席を増やすこともでき、例えば担架を8床とすれば兵員用座席21席を設置することができる。また陸上自衛隊では、より状態が悪く医療行為が必要な傷病者を対象として医療後送（MEDEVAC）を行うための器材も導入している。

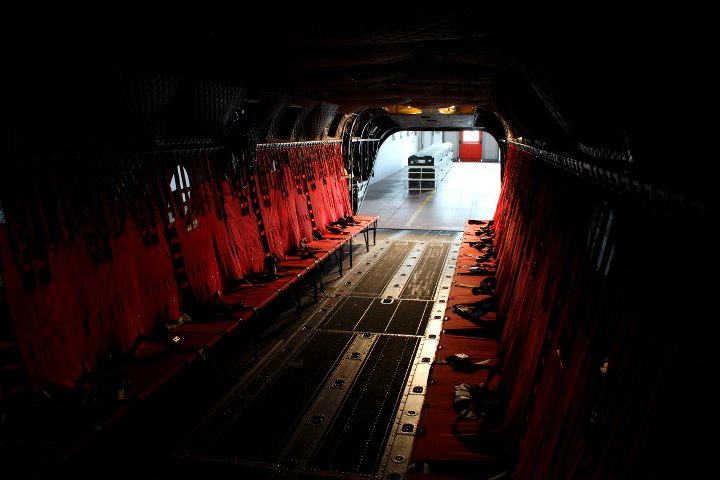
両舷壁面の人員用座席の座面を降ろした状態
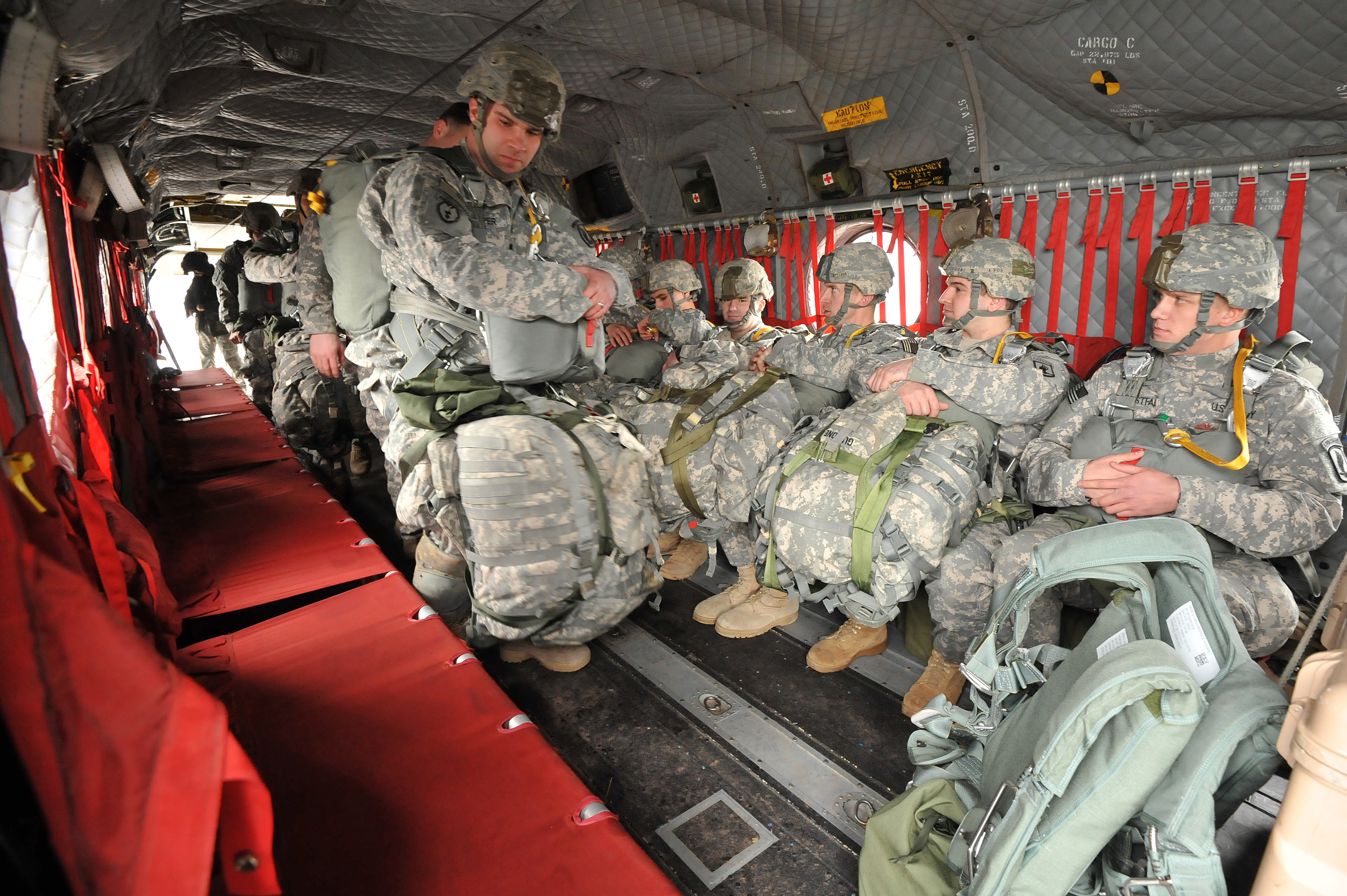
搭乗し、着席していく空挺隊員
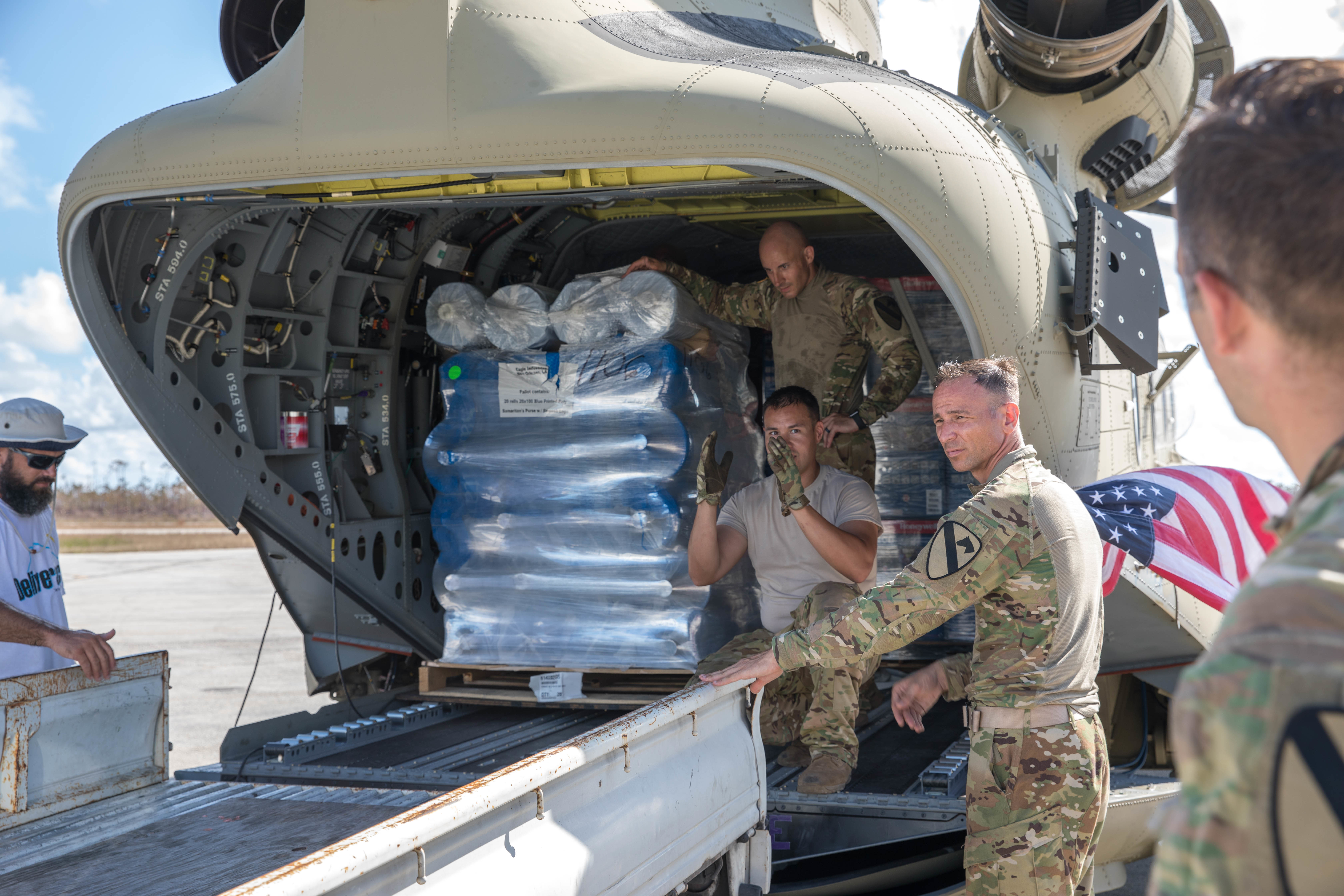
パレットを用いた物資の卸下作業
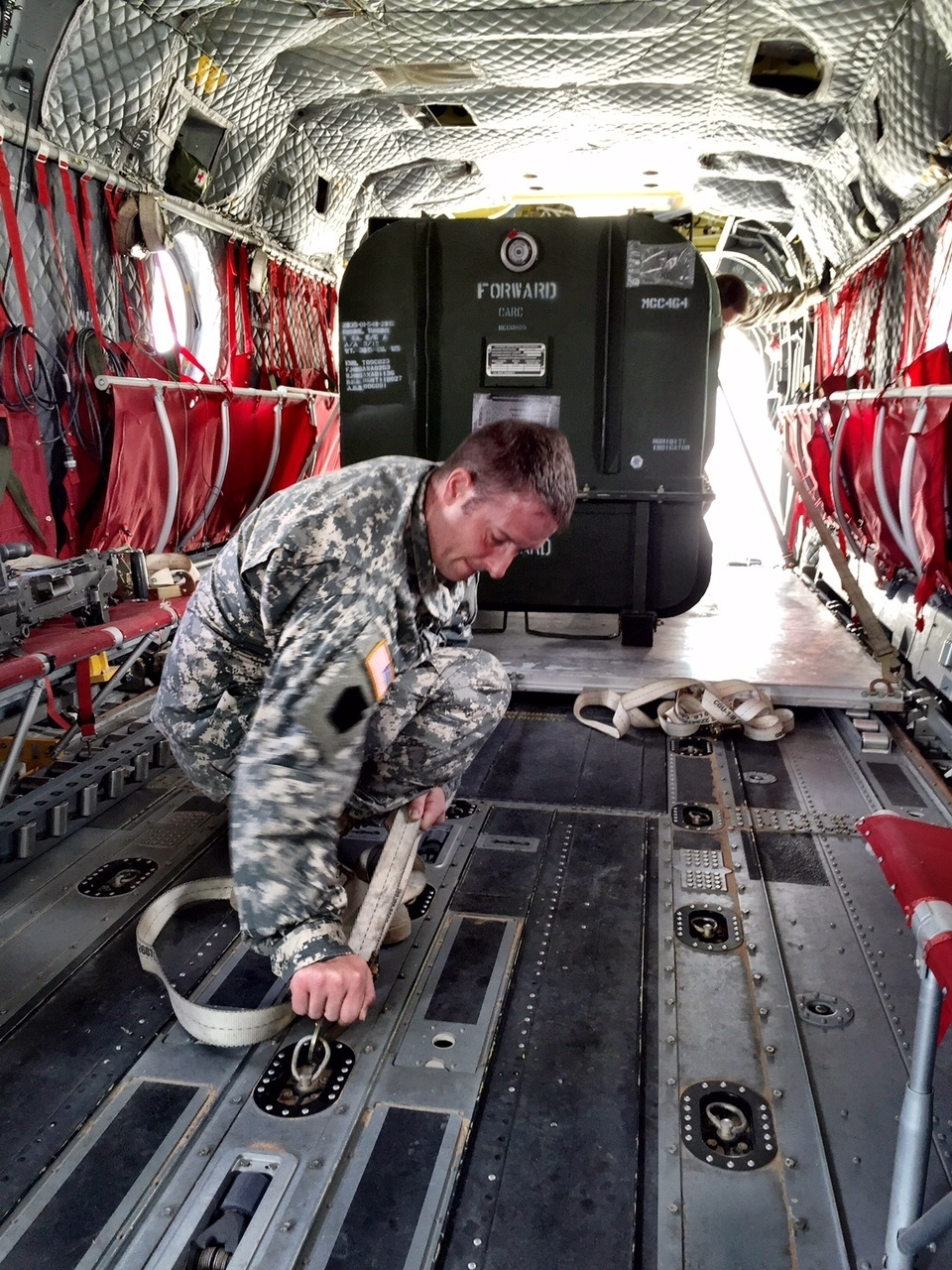
パレットを用いて搭載された物資の固縛作業
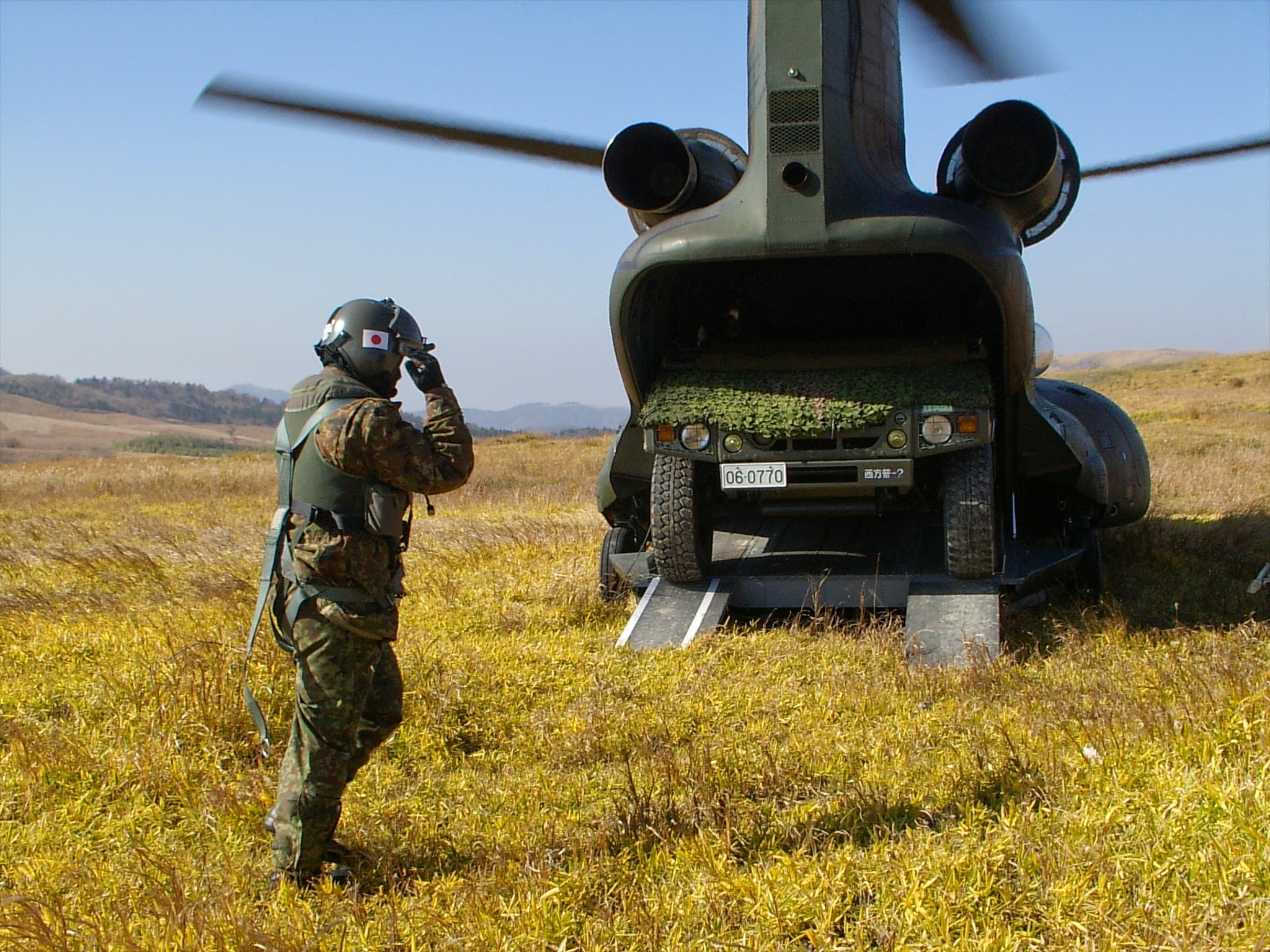
CH-47JAから卸下される高機動車

#### 吊り下げ輸送
胴体下面には、貨物を吊り下げてのスリング輸送に使用するためのカーゴフックが備えられている。主に使用されるのは、ユーティリティハッチの前部、機体の重心にあたる位置に設置されたフックだが、CH-47D以降では更に前部と後部にもフックを追加装備できるようになった。
フックの最大荷重は、重心部のセンターフックが26,000 lbs（11,793 kg）、前後部のフォワード/アフトフックが17,000 lbs（7,711 kg）である。前後だけで1つの貨物を吊り下げるタンデムスリングの場合には25,000 lbs（11,340 kg）、また3か所にそれぞれ別個の貨物を吊り下げる場合には合計23,000 lbs（10,433 kg）に制限されている。また貨物以外にも、例えば自衛隊のCH-47Jは空中消火用のバンビバケット（5,000リットル）やビッグディッパーバケット（7,500リットル）を搭載することもできる。
なお、スリング輸送中にエンジントラブルなどが生じて貨物を投棄する必要が生じた場合には、コクピットやキャビン内からの操作でフックを緊急解除することができるほか、何らかの理由でこの解除が失敗した場合も、ユーティリティハッチからの手動操作で解除することができる。

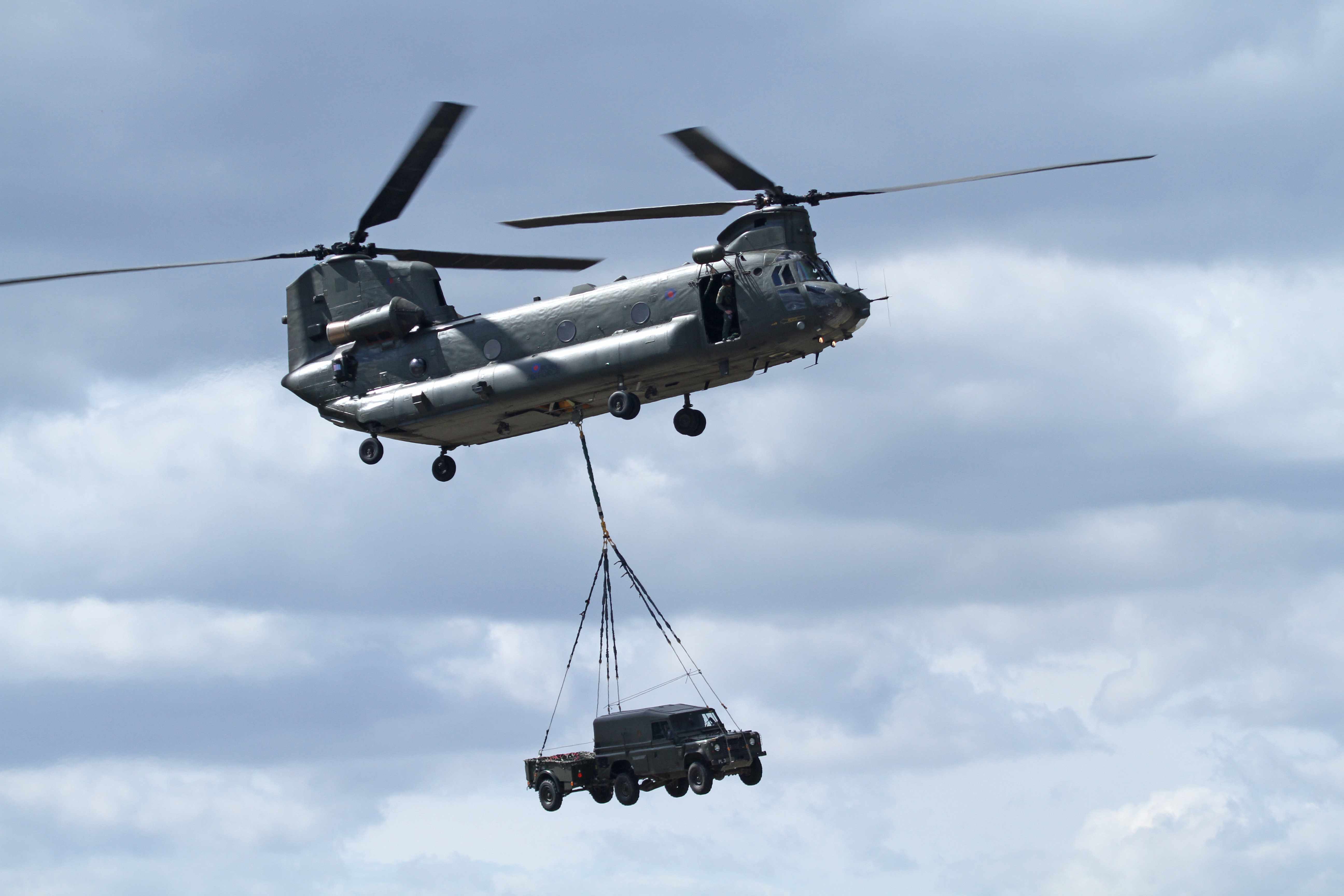
中央フックのみで吊り下げられた車両
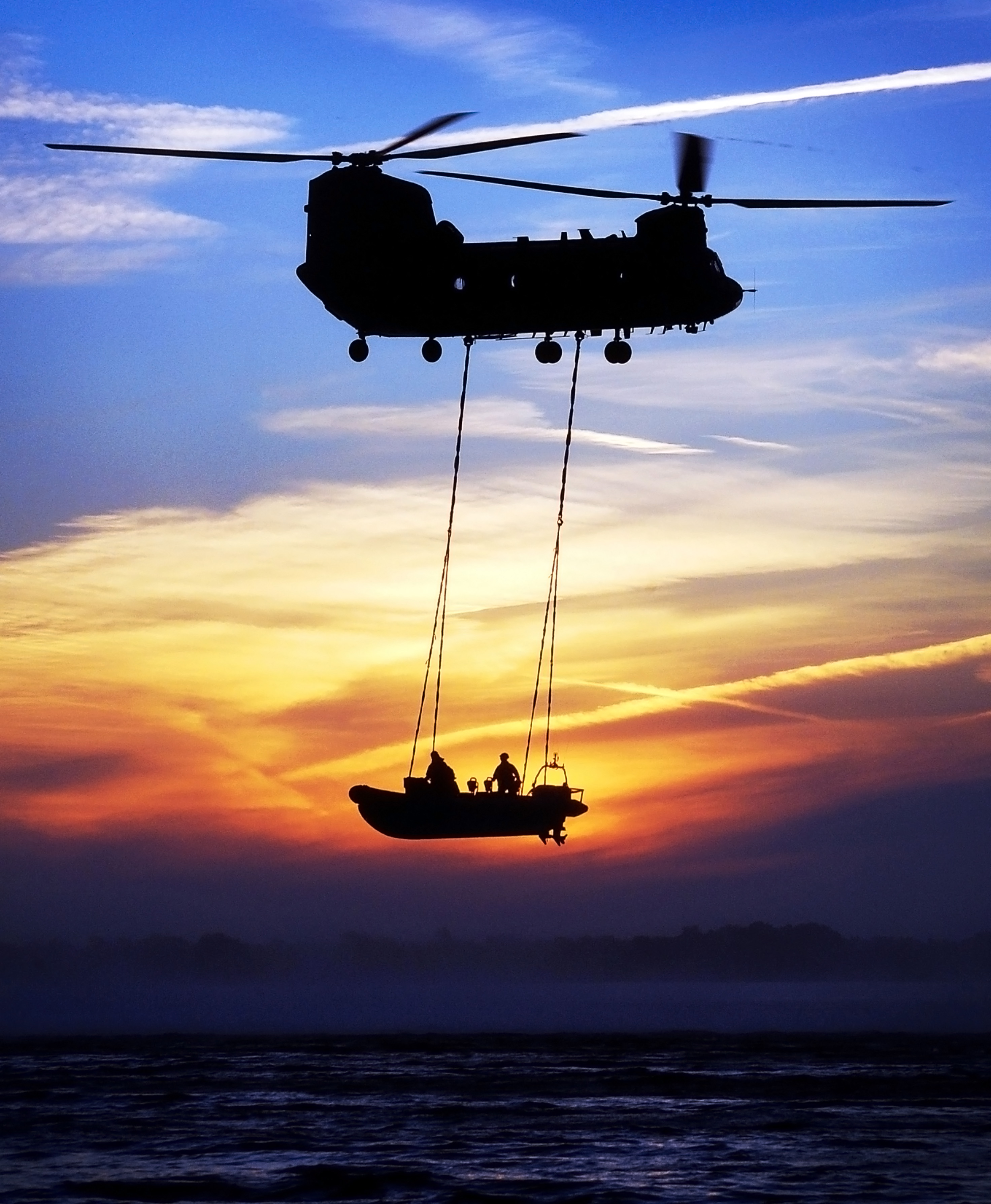
前後フックのみで吊り下げられた複合艇
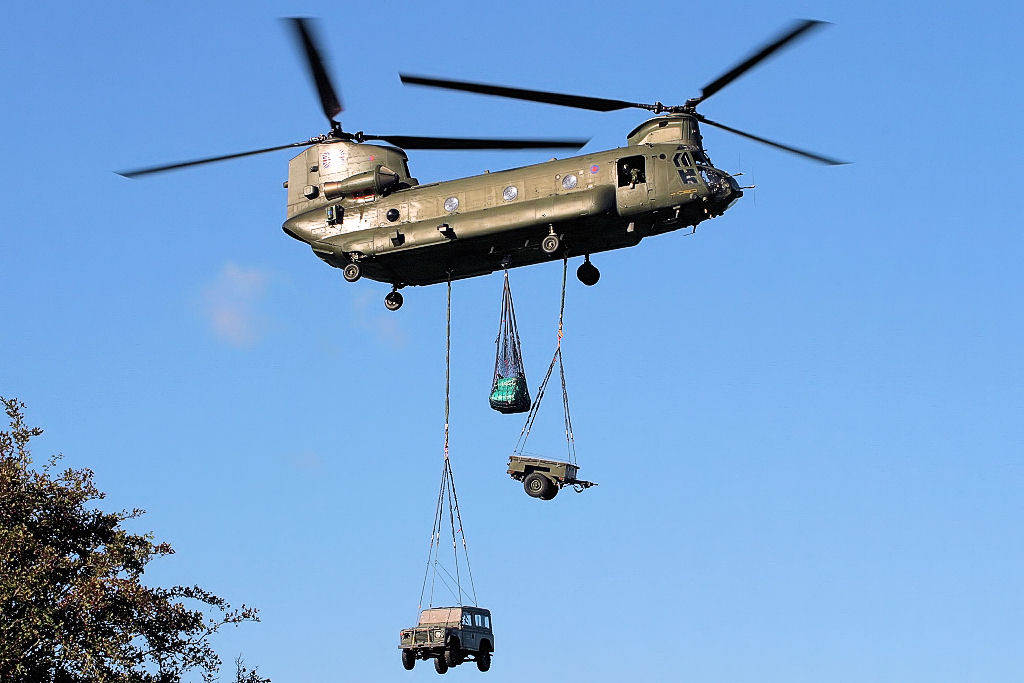
3個のフックそれぞれに別々の貨物を吊り下げた状態
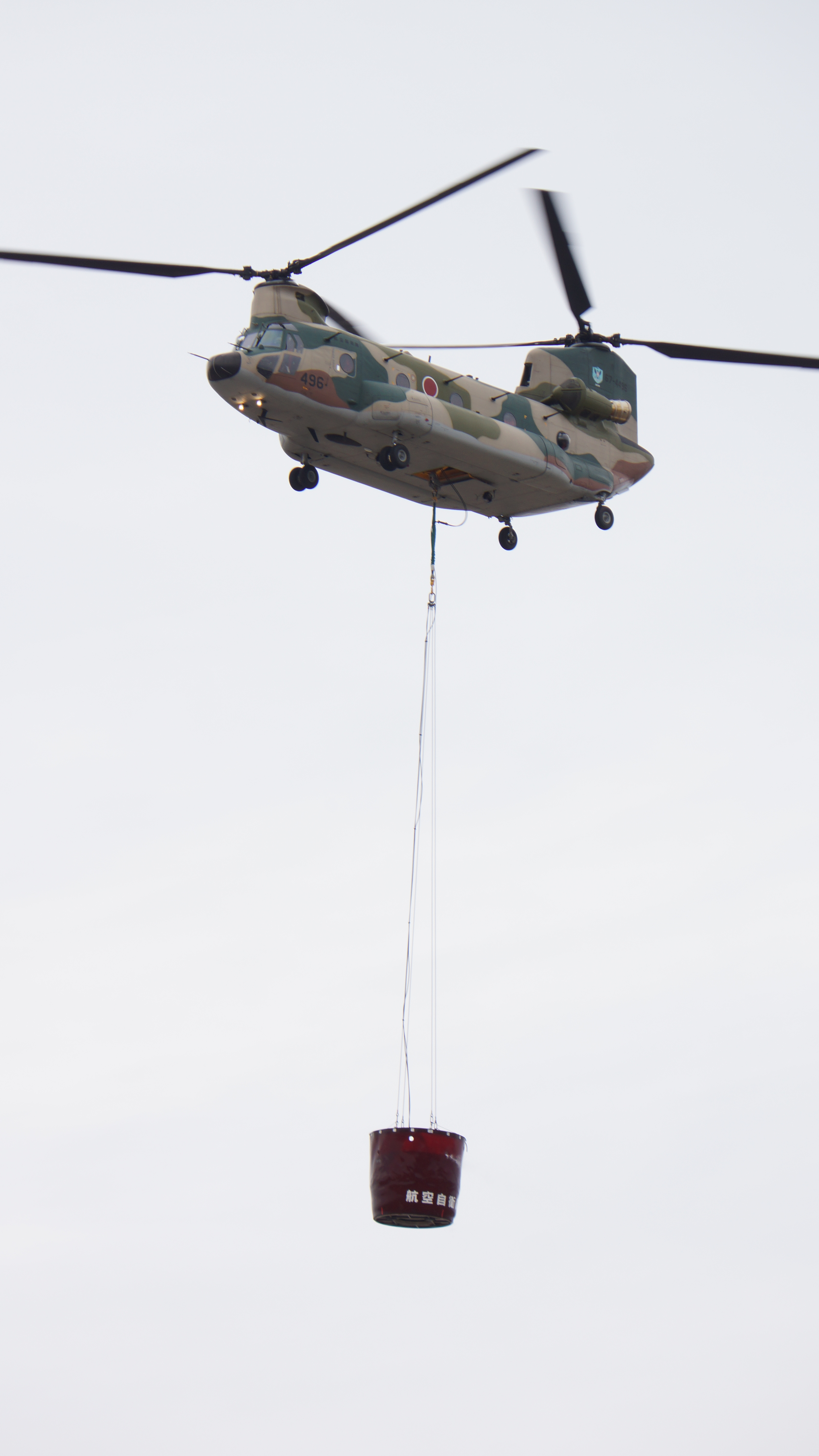
ビッグディッパーバケットを吊り下げたCH-47J

### 自衛能力

#### 電子戦
アメリカ陸軍では、航空機の自己防御用電子戦機器をASE（Aircraft Survivability Equipment）と称しており、CH-47Fの場合、APR-39A(V)レーダー信号探知システムおよびAPR-44(V)レーダー警報受信機（一部機体）、AN/AAR-57ミサイル警報装置、M130またはALE-47デコイ発射機が搭載される。
AN/ALE-47はAAR-57と組み合わされてAN/ALQ-212 ATIRCM（新型脅威赤外線対抗）システムを構成しており、AAR-57がミサイルの接近を探知すると、パイロットの操作を待たずに自動的にデコイを投射するというスマートディスペンサーとなっている。また特殊作戦用のMH-47Gや、オランダ空軍など一部輸出向けCH-47Fでは、AN/AAR-57のかわりにAN/AAR-47を搭載して、AN/AAQ-24指向性赤外線妨害装置（DIRCM）と連動させている。

#### 火器
CH-47Fでは、キャビンドア部とその対面の脱出用ハッチ部、そして機体後部のカーゴランプ上の3か所にドアガン用の銃架を設けることができ、アーマメントサブシステムとしては、キャビンドアおよび脱出用ハッチ部のものはM24、カーゴランプ上のものはM41と称される。M24は、ドアやハッチを横切るように金属製の丸棒（クロスバー）を設置し、その中央に設けられたピントルマウントに機関銃を取り付けるもので、構造的には左右127度まで銃を振ることができるが、実際には、エンジンやローター、燃料タンクなどを誤って射撃しないように射撃角度制限が課せられる。一方、M41はカーゴランプ最後尾のブラケットにピントルマウントを取り付けるもので、左右の視界は開けているが、銃手は命綱をつけてマウント付属のシートに着席するため、銃は左右94度までしか振ることができず、また上下の角度も制限されている。
アメリカ軍では、いずれの銃架にもM60DまたはM240H 7.62mm機関銃を取り付けて使用する。一方、陸上自衛隊の国際任務対応機では、ミニミ軽機関銃やブローニングM2重機関銃を使用している。

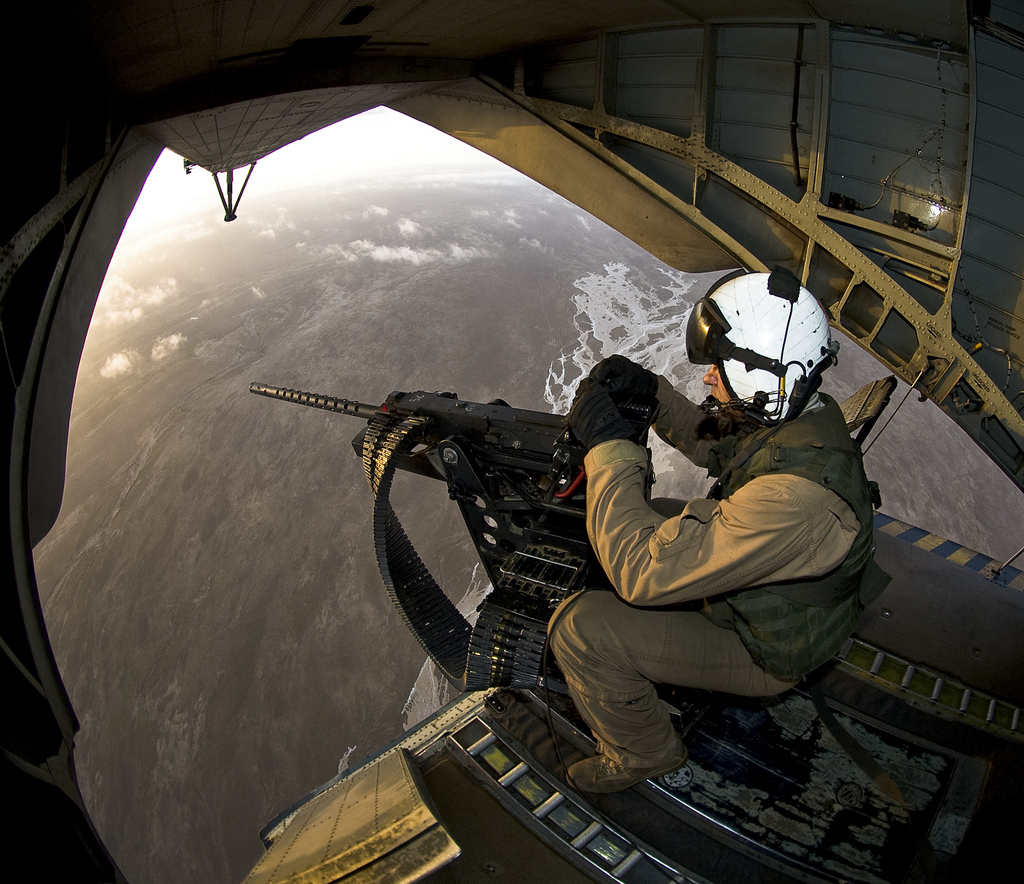
カーゴランプ上に機銃を設置した状態
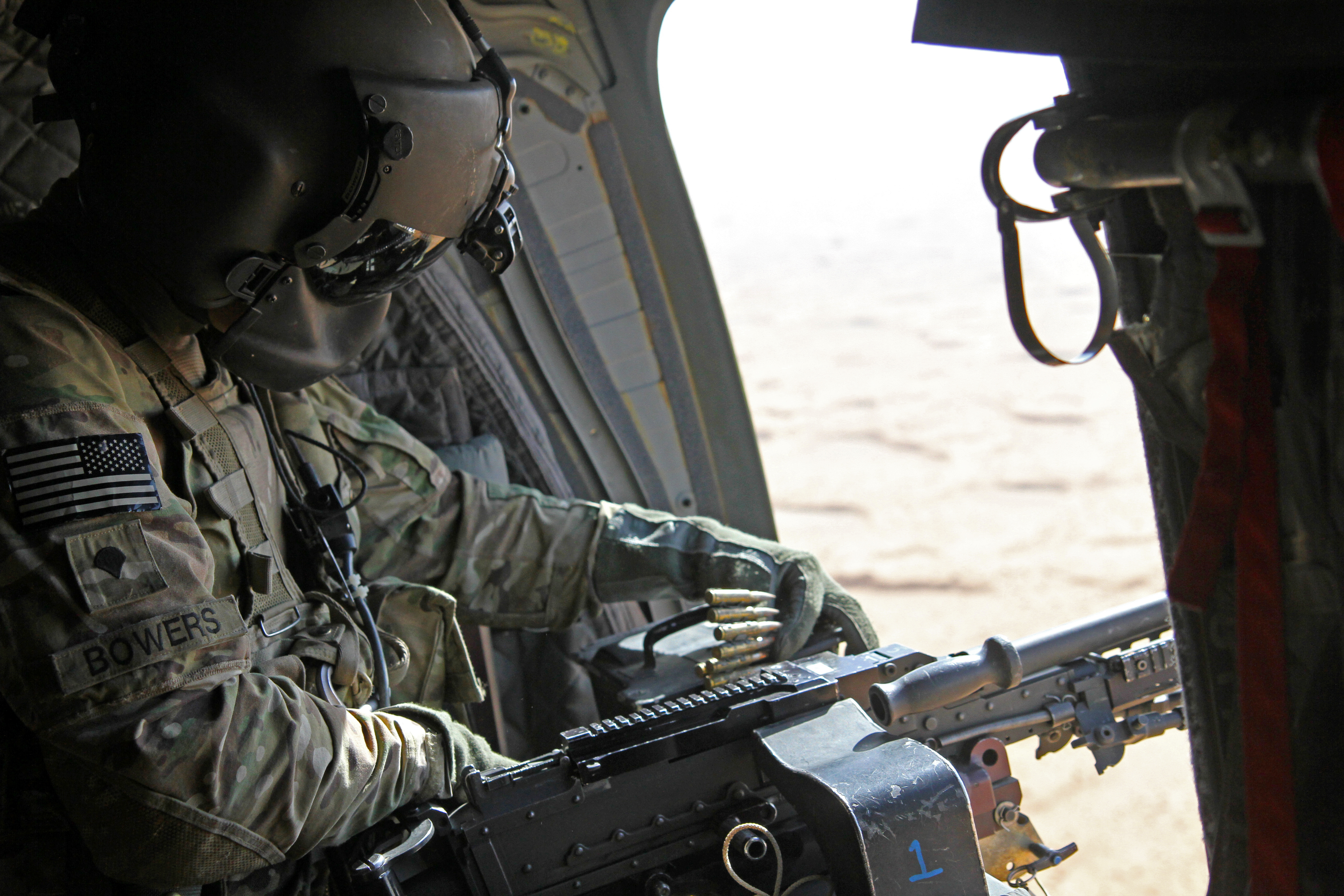
キャビンドア部に機銃を設置した状態

## 派生型

### アメリカ陸軍向け輸送型

#### CH-47A

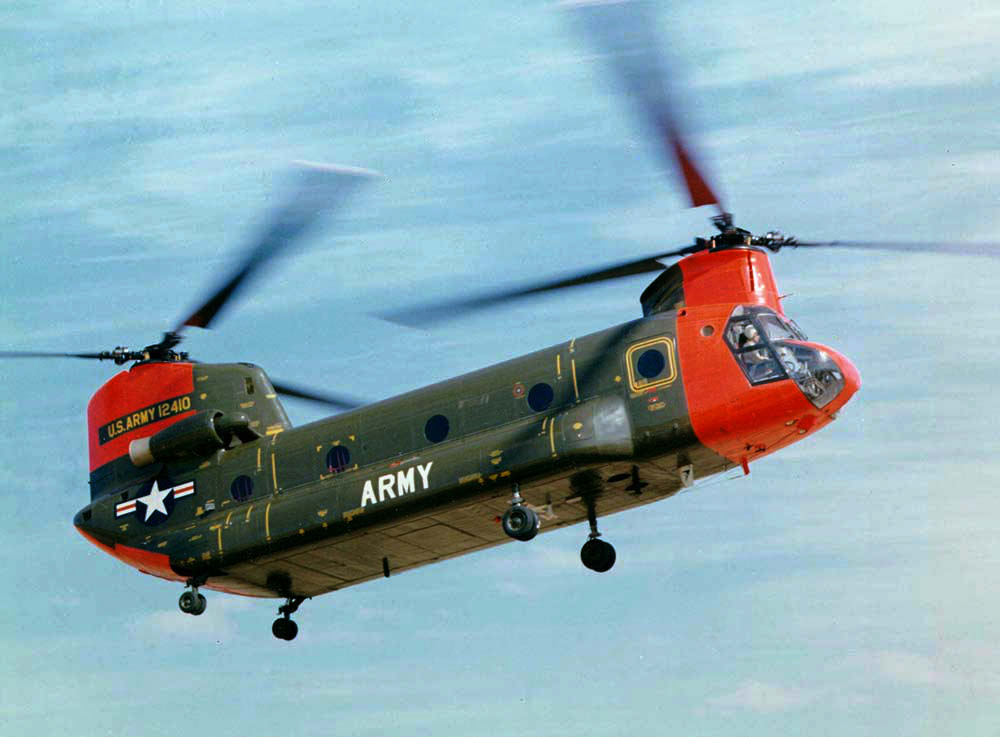
CH-47A（HC-1B）

最初の量産型は、上記の通り、1962年の就役時にはHC-1Bと命名されていたが、9月の命名法の改正によってCH-47Aと改称された。
1963年春より実戦部隊への配備も開始され、1965年7月からはベトナム戦争に投入するため現地に移送されている。上記の通り、ベトナムの高温・高地環境下でエンジンの出力不足が問題になり、1966年以降の後期生産型はより強力なT55-L-7/7Cを搭載するようになった。
1967年までに計349機が生産されてアメリカ陸軍に引き渡された。うち314機がベトナム戦争に投入されて、少なくとも79機が作戦行動中に失われた(うち34機が敵の対空兵器などの攻撃によるもの、45機が事故によるもの。)。また、南ベトナム空軍に計98機を供与した。その後、生産された中から165機がCH-47Dに改造された為、CH-47Aとして有り続けたのは184機であった。

#### CH-47B

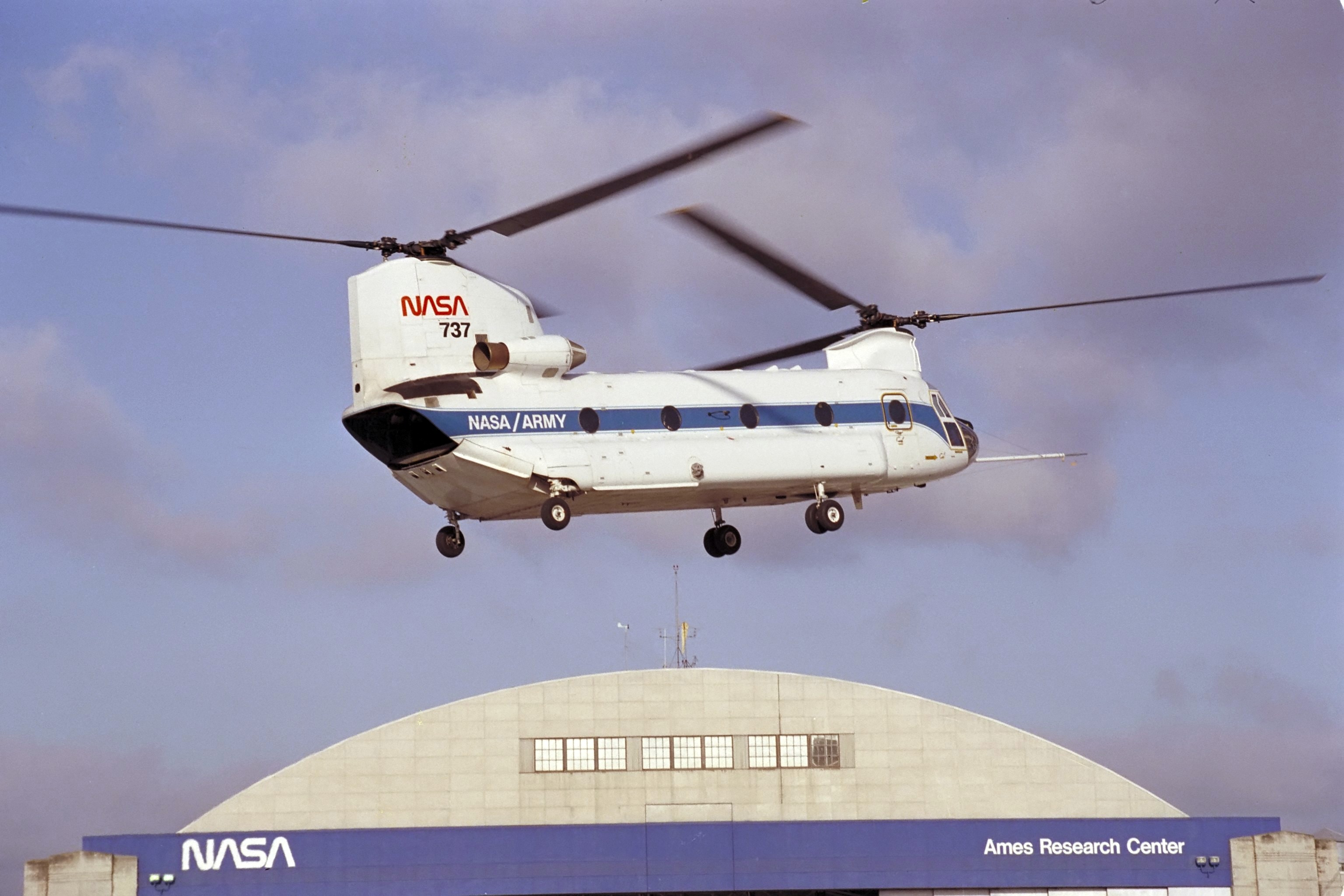
CH-47B

CH-47Bは、CH-47Aに続く2番目の量産型である。エンジンはCH-47A後期生産型と同様だが、ローターブレードを延長・設計改訂するとともに胴体の設計も一部修正している。また、本型よりM24およびM41アーマメントサブシステムを導入した。
YHC-1Bの試作3号機（59-4984）を改修するかたちで試作機が製作され、1966年9月9日に初飛行した。各種の試験を経て量産が開始され、1967年5月から1968年2月末までに108機が生産された。そのほとんどが陸軍に引き渡されたが、1機はアメリカ航空宇宙局（NASA）に、また2機は大統領輸送機として使用された。なお後にCH-47Dが開発されると、この時点で陸軍が保有していた75機のCH-47Bはすべてこの仕様にあわせて再生産された。CH-47Bとして有り続けたのは33機であった。

#### CH-47C
CH-47Cは3番目の量産型で、エンジン強化と燃料搭載量の増大を主眼としていた。ただし生産106号機まではCH-47Bと同じエンジンを搭載しており、「ベイビーC」と通称された。以後の生産型は本命のT55-L-11エンジンを搭載した「スーパーC」となり、後に「ベイビーC」も同仕様に改修された。また胴体構造の強化やドライブシャフトの品質向上、自動操縦システムおよび安定増大システムのデュアル化、エンジンカウリング前方の円錐形カバーの大型化といった改良が施されたほか、1978年からは、NASAの協力を得て開発された新型ローターブレードが採用された。
CH-47Cの生産期間は歴代チヌークのなかで最も長い1968年3月から1985年8月までで、計288機が調達された。またアメリカ国外でも、イタリアのエリコッテリ・メリディオナーリ社によるライセンス生産が行われているが、このうちイラン向けに生産されたものの引き渡されなかった11機がアメリカ陸軍に引き渡されており、上記の288機のなかに含まれている。その後、201機がCH-47Dに改造されたためCH-47Cとして有り続けたのは87機である。

#### CH-47D

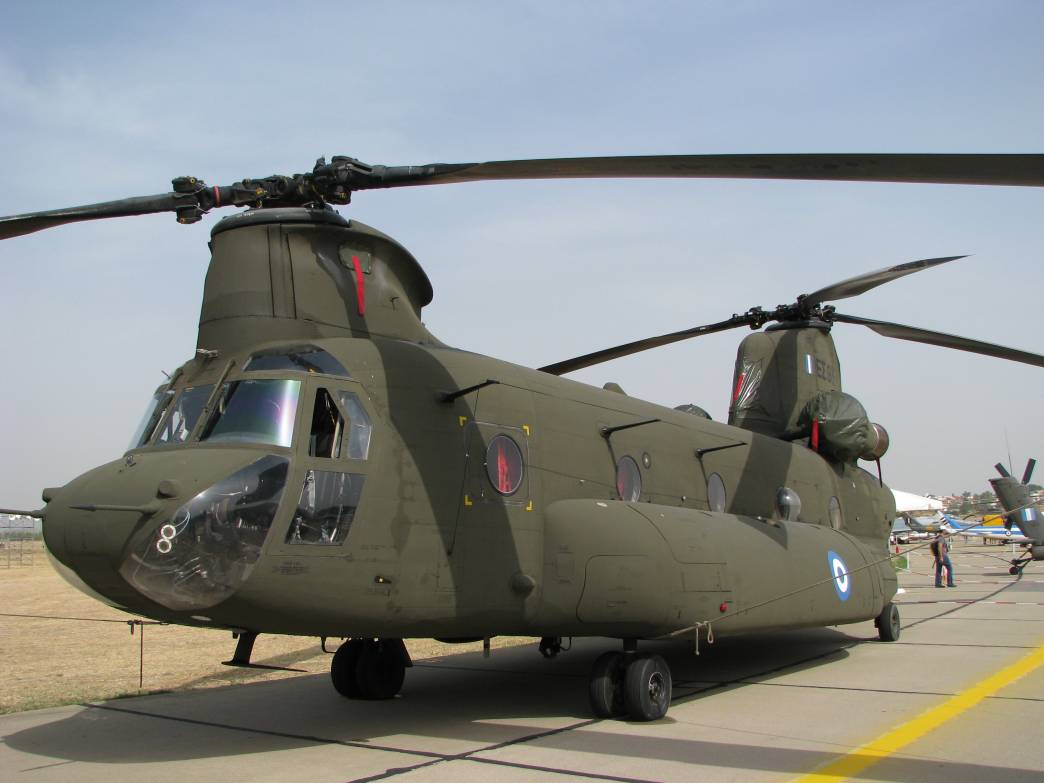
CH-47D

1970年代末、アメリカ陸軍は既存のチヌークに対して運用寿命の延長を含む大規模な改修を施すことを決定した。これはエンジンやローター、トランスミッションの更新に加えて、経年劣化によって傷んだ機体そのものも解体してコンポーネントを交換するというもので、単なる改修というよりは再生産であったことから、その対象となった機体にはCH-47Dという新しい型式名と新しいシリアルナンバーが付与されることになった。
1979年5月14日に試作機が初飛行したのち、1982年2月より、ボーイング・バートル社のペンシルバニア工場で大規模な再生産が開始された。その後、1995年までに計441機がCH-47Dとして再生産されたが、その内訳は、CH-47Aからが165機、CH-47Bからが75機、CH-47Cからが201機（エリコッテリ・メリディオナーリ社生産分を含む）であった。また3機が新造されて、再生産機とともにアメリカ陸軍に引き渡された。

#### CH-47F

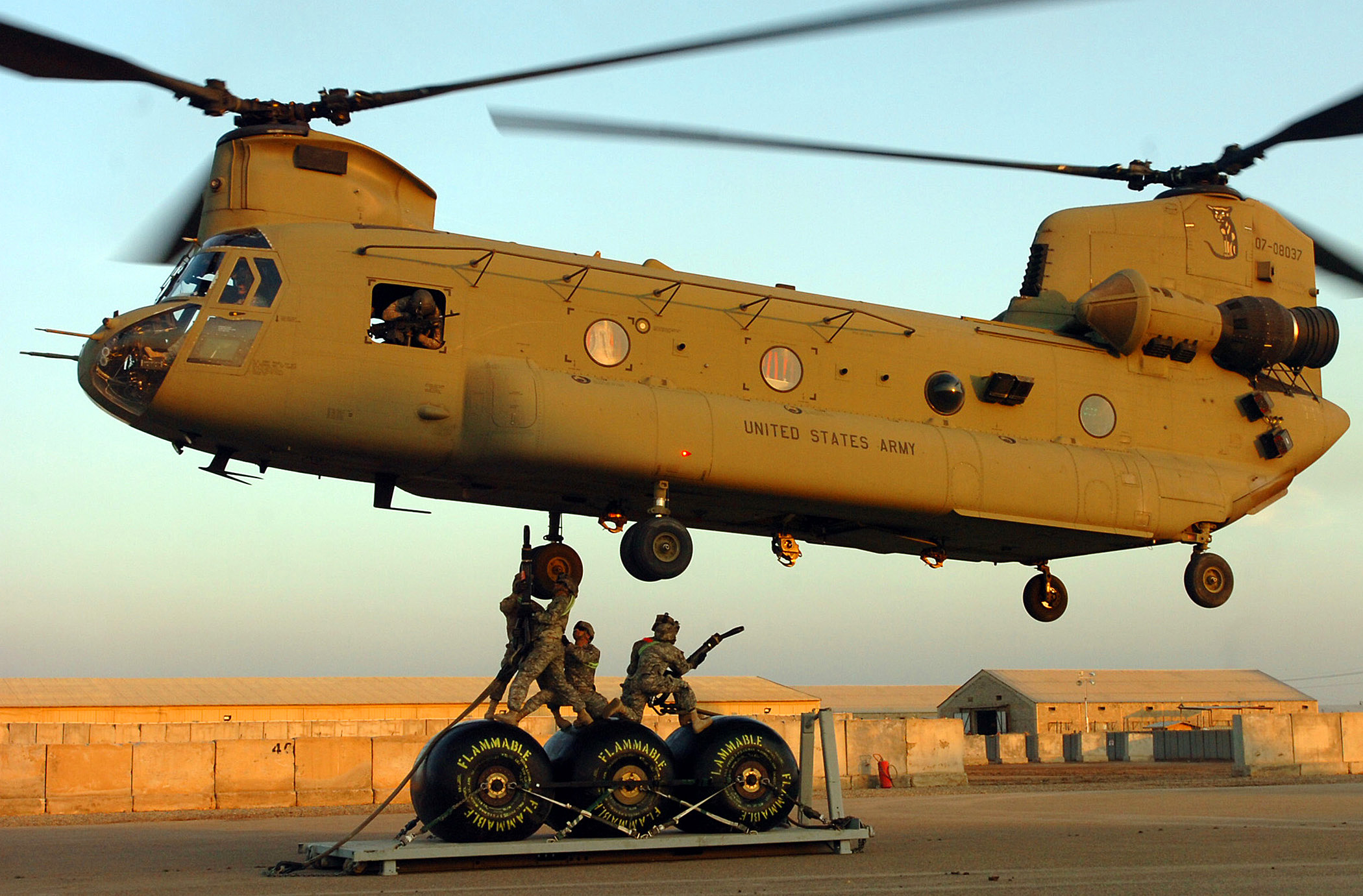
CH-47F

CH-47Fは、21世紀に入ってから登場した輸送型の最新モデルである。エンジン出力の向上や胴体構造の強化に加えて、アビオニクスの更新とコクピットのデジタル化が主眼とされた。
2001年にCH-47Dから改造された試作機が完成し、各種の試験を経て、2005年から量産が開始されており、量産初号機は2006年10月23日に初飛行した。アメリカ陸軍向け・輸出向けともに、新造機の生産とCH-47Dからの改修の二本立てで行われており、アメリカ陸軍向けとしては、2021年度時点では新造機203機・改修機179機の計382機が生産される予定となっている。2021年にはオランダ空軍がCH-47D 11機の代替にCH-47F 14機を導入し、初期のCH-47F 6機をアップデートして配備することを発表した。2022年5月23日には、エジプト軍向けに23機のCH-47Fの対外有償軍事援助が許可された。
2022年4月からはCH-47FブロックIIの量産が開始され、アメリカ陸軍には2024年7月より納入されている。これはエンジンやアビオニクスなどを改良するとともに航続距離も延伸したもので、2025年1月には日本も導入を決定し、アメリカ国外で4番目の導入国となった。

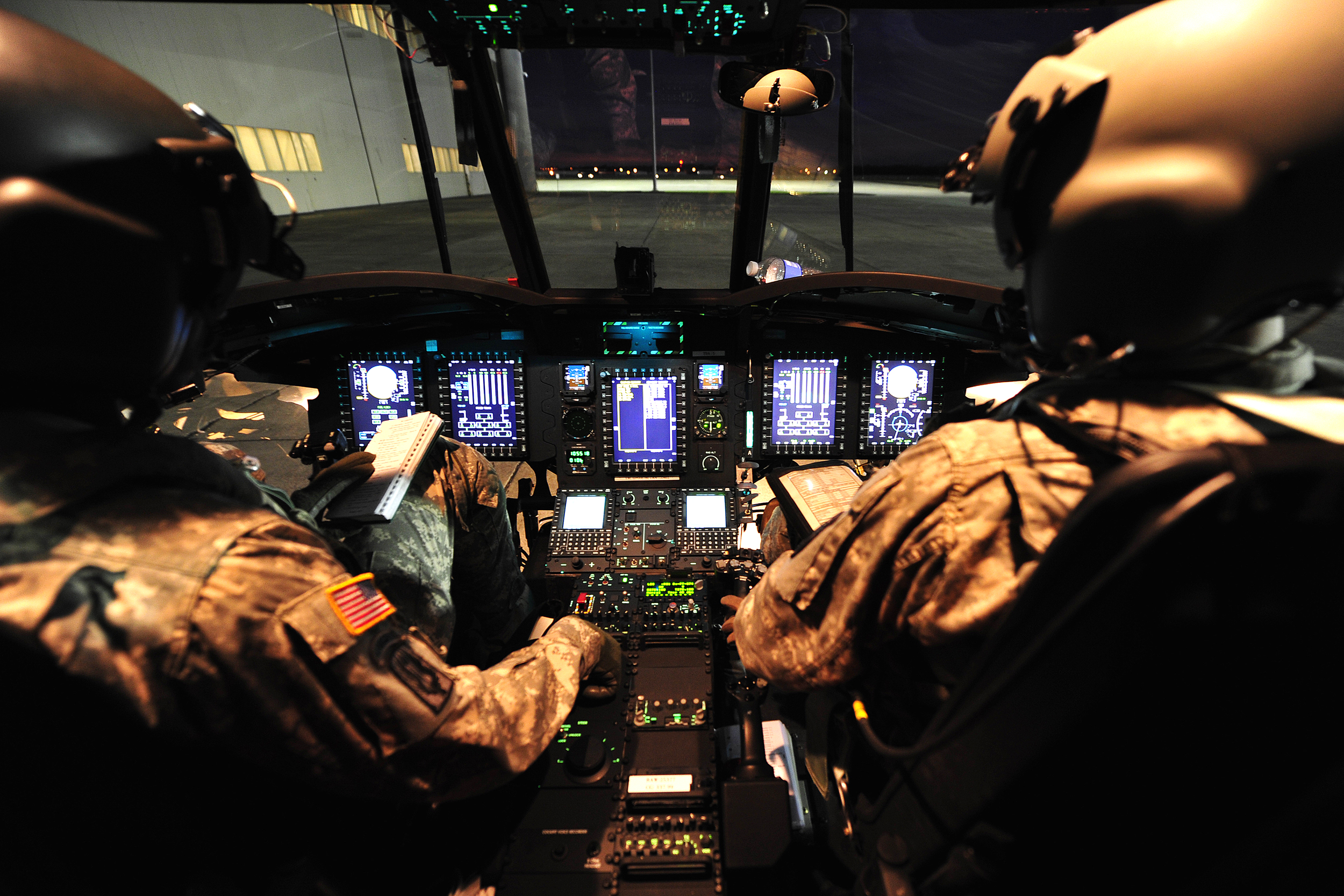
CH-47Fのコックピットの内部。-完全一体型のデジタル・コクピット・システムを採用している。

### アメリカ陸軍向け攻撃型・特殊作戦型

#### ACH-47A
ベトナム戦争中、CH-47Aに武装と装甲を加えてガンシップに改造したACH-47Aが登場し、非公式に"Guns-A-Go-Go"と称された。
機首下面にM75自動擲弾銃、前脚横左右に増設されたスタブウイングにM24A1 20mm機関砲かXM159ロケット弾ポッドを備え、左右の窓にはM60D機関銃やM2重機関銃が付けられ、後端開口部のカーゴランプにもM60DやM2が搭載可能になっていたほか、機体各部に装甲板が張られた。
1965年7月から4機がACH-47A仕様に改造され、1966年6月に第53航空分遣隊（臨時）、ついで第1騎兵師団隷下の第228強襲支援ヘリコプター大隊に配備された。しかし1967年5月までに事故で2機が失われ、1968年2月の作戦行動中に1機が失われて残り1機となった時点で作戦行動の続行は困難と判断されて、最後の機体（64-13151）は本国に戻された。

#### MH-47D
アメリカ陸軍では、CH-47Dと並行してその特殊作戦仕様の開発も行っていた。これによって開発されたのがMH-47Dである。
1983年から1990年にかけて、12機のCH-47A/Cに対して改修が行われた。CH-47D仕様への改修と同時に、特殊作戦向けの装備として、RDR-1300気象レーダー、FLIR、空中給油プローブの搭載なども行い、夜間の低空飛行が可能になった。また、輸送型とは異なる黒系の迷彩塗装が施された。
同機は第160特殊作戦航空連隊およびその前身部隊で運用されたが、1機が事故で、もう1機が2005年のアフガニスタンでの作戦行動中に敵の攻撃により失われた。その後、2007年までに、残存機のうち5機がMH-47G仕様に改修されることになった。

#### MH-47E

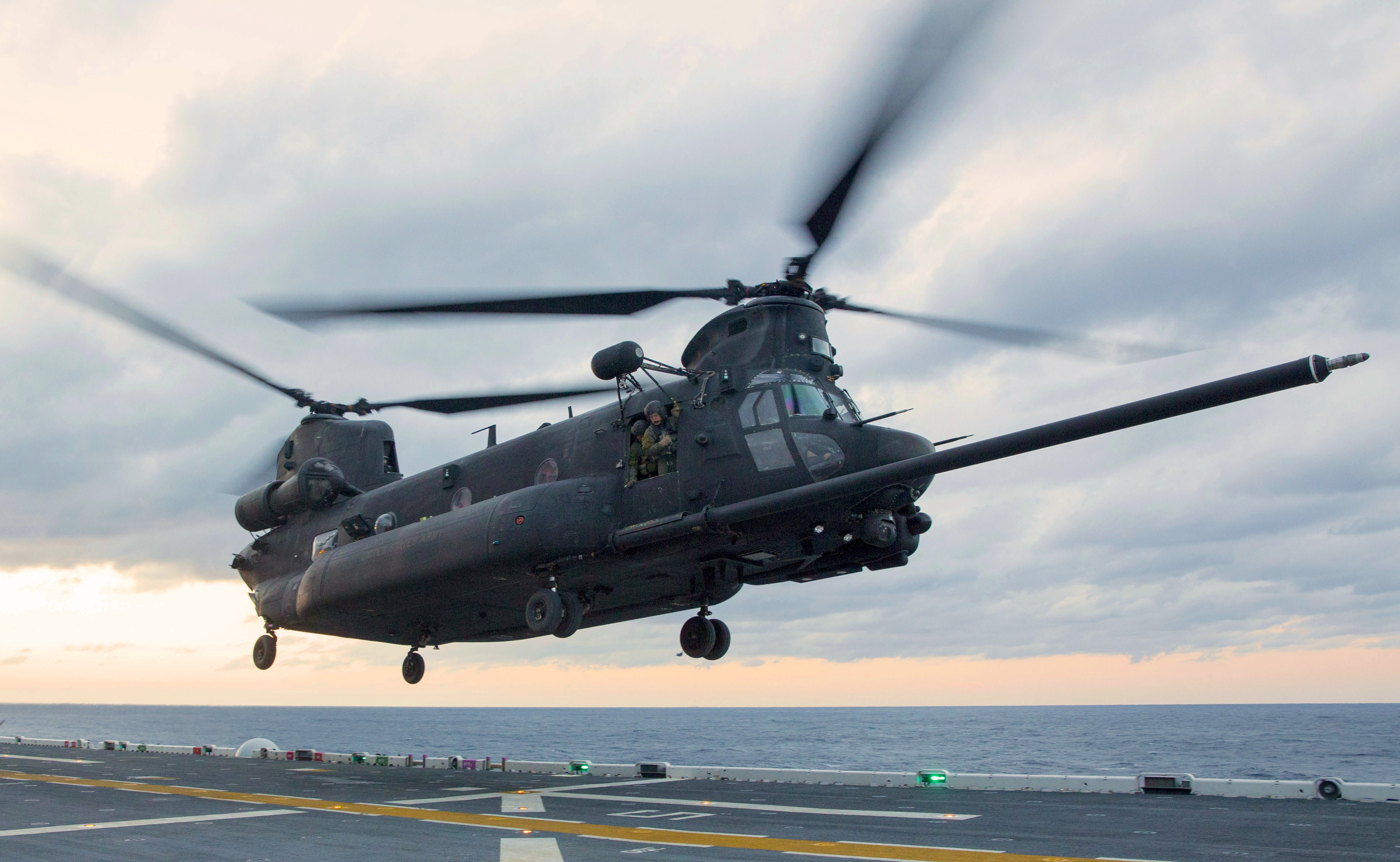
MH-47E

2番目の特殊作戦型として開発されたのがMH-47Eで、基本的にはMH-47Dと同仕様だが、アビオニクスは更新されている。特にレーダーについては、地形追従機能を備えたAN/APQ-174が搭載された。また救助用のホイストクレーンも装備されている。最大の変更点が燃料タンクの拡張で、燃料搭載量は7,828リットルへと倍増した。これに伴って胴体ポッドが大型化し、胴体幅はMH-47Dより1メートルほど広くなっている。
当初は51機の調達が予定されていたが、試作機（88-0267）1機を含めて計26機に削減された。全機がCH-47Cからの改造機であり、試作機は1990年6月1日に初飛行して、1991年5月10日に引き渡された。3機が事故で、また2機がアフガニスタンでの作戦行動中に失われており、残存機は全てがMH-47Gに改修済みないし改修予定とされている。

#### MH-47G

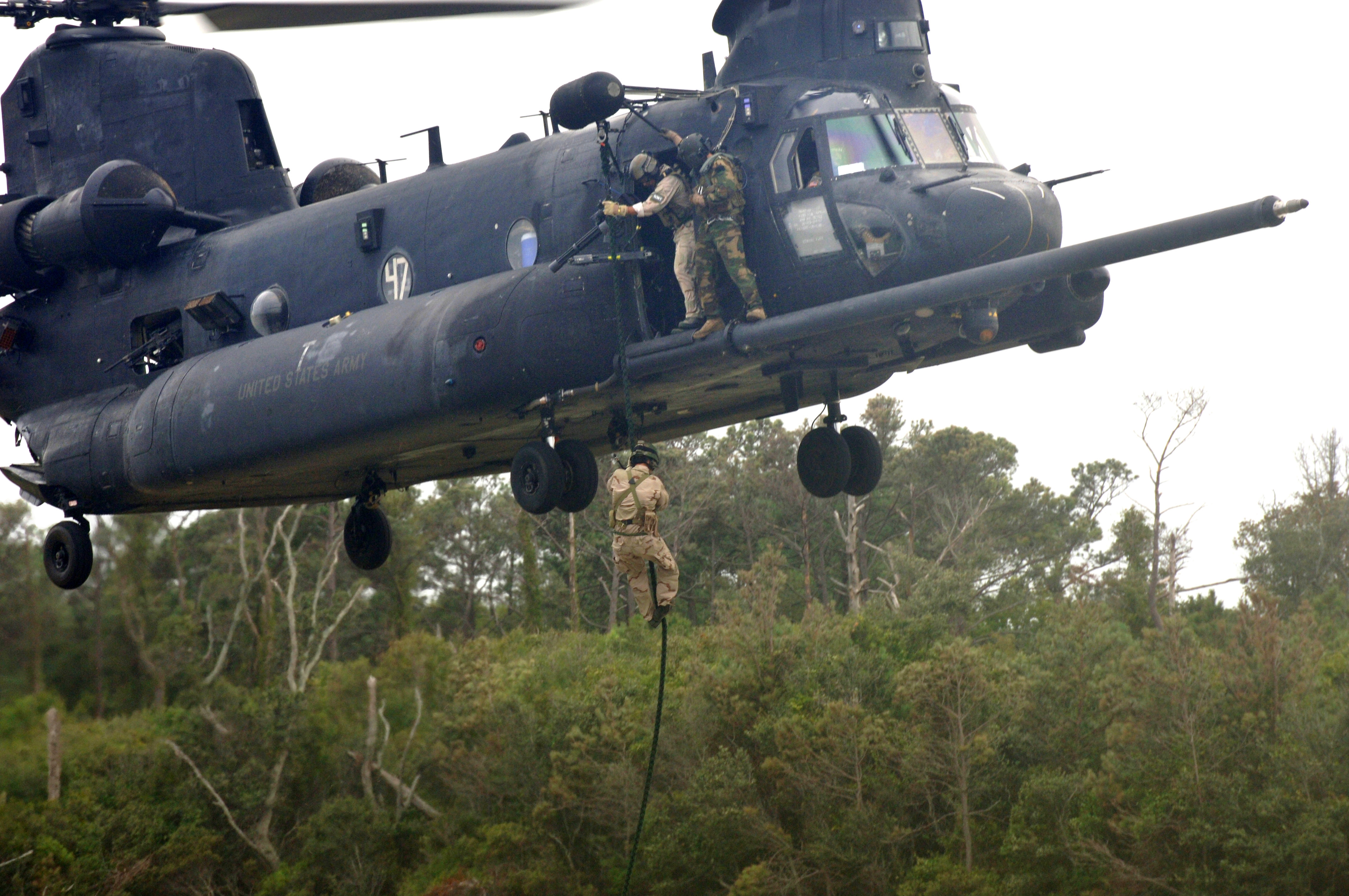
MH-47G

MH-47Gは、おおむね、CH-47Fに準じた機体にMH-47Eのミッションシステムを組み合わせた機体である。アビオニクスはCH-47Fに準じたものとなり、コクピットの表示装置と自動操縦システムのデジタル化が図られたほか、エンジンもT55-L-714またはT55-GA-714Aとなる。またファストロープ降下の専用装備（FRIES）が追加され、キャビンドアおよび脱出用ハッチ部の銃座にミニガンを装備できるようになった。
2004年から配備が開始されており、2020年10月現在、第160特殊作戦航空連隊および特殊作戦航空訓練大隊に60機強が配備されている。

### イギリス空軍向け

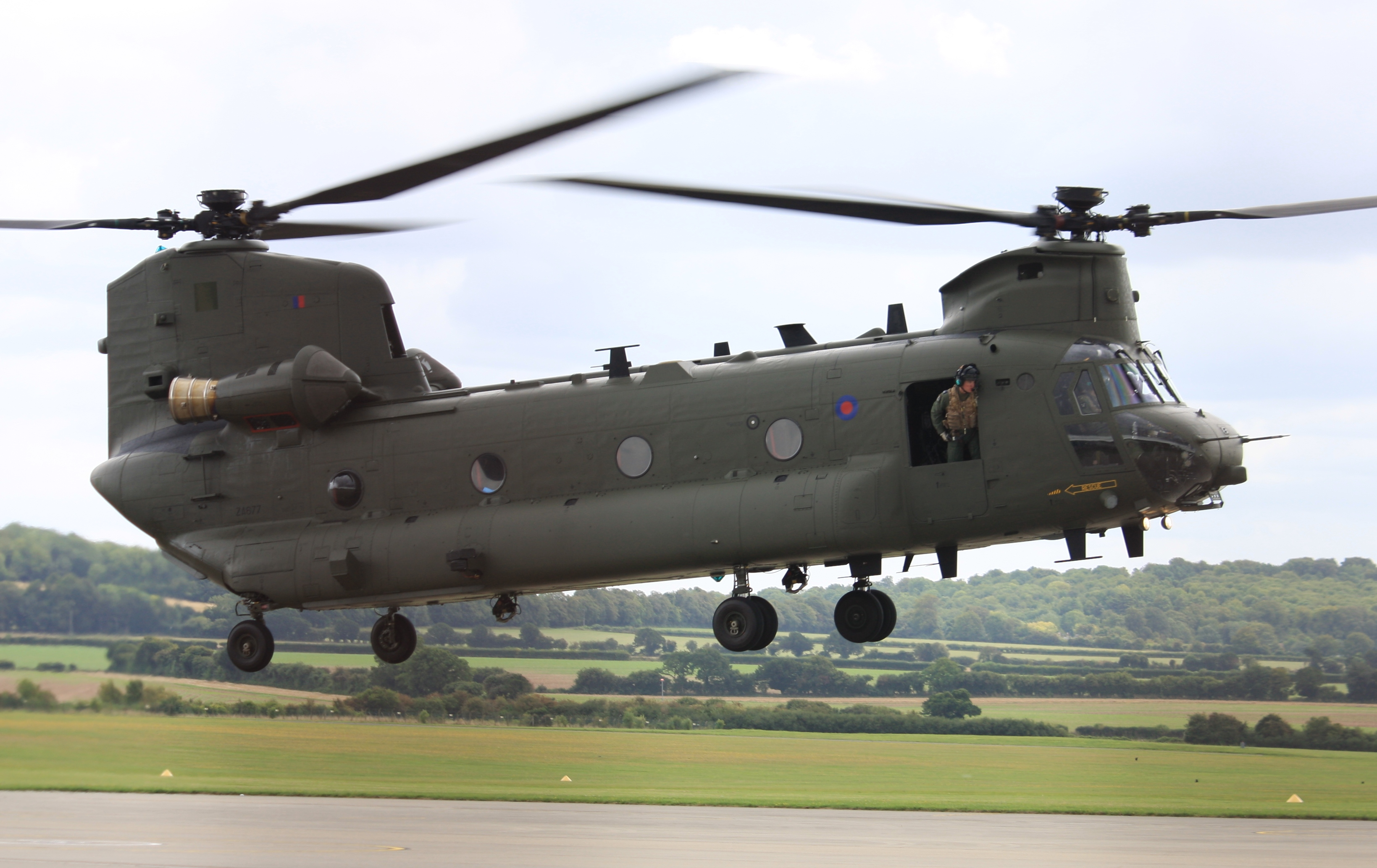
イギリス空軍のチヌークHC.4

イギリスは1978年にCH-47C相当の機体（CH47-352）33機を発注し、1号機は1980年3月23日に初飛行した。これがチヌークHC.1であり、同年8月から1981年末にかけて順次に空軍に引き渡された。また1986年までに更に8機が追加購入されたが、これらのHC.1は後にグラスファイバー製のローター・ブレードと3点式のカーゴフックを装備するように改修され、HC.1Bと改称された。
そして1989年10月、HC.1Bのうち32機がボーイング社でCH-47D相当に改修されることになり、これをHC.2と称した。エンジンをT55-L-712に換装するとともに機体やトランスミッションを強化、自衛能力も強化するもので、最初の機体の改修は1993年1月19日に完了した。また1990年代には更にHC.2仕様の新造機が9機追加購入されたが、このうち6機は空中給油用プローブを装備しており、HC.2Aと称された。
2000年には、MH-47G相当の特殊作戦用ヘリコプター8機を発注し、HC.3と称したが、機体は完成したもののアビオニクスのソフトウェアの問題に悩まされ、実戦配備には至らなかった。2008年からは、既存のHC.2・3計46機に対して、CH-47Fに準じた新型デジタル機器とFLIRを装備する改修が行われ、HC.2からの改修機をHC.4、HC.3からの改修機をHC.5と称した。
2009年には、CH-47F相当の機体14機の購入が決定され、HC.6として、2013年から2015年にかけて順次に配備された。また2020年からは、既存のHC.4もHC.6仕様へとアップデートされことになった。一方、2021年3月にはHC.1B仕様で残っていた9機の退役が決定した。

### 自衛隊向け

#### 陸上自衛隊
陸上自衛隊では、待望の大型タンデムローター機として、1966年（昭和41年）より、KV-107IIをベースにしたV-107ヘリコプターの導入を開始していた。その後継機として1986年（昭和61年）から導入されたのがCH-47で、まず1号機を輸入したのち、2－5号機はノックダウン生産、6号機以降は川崎重工業でのライセンス生産に切り替えられた。
陸上自衛隊が導入したCH-47Jはアメリカ陸軍のCH-47Dとほぼ同仕様だが、無線機器は陸上自衛隊仕様となっているほか、エンジンも川崎重工がライセンス生産したT55-K-712を搭載している。1基あたり3,149軸馬力の連続最大出力、4,336軸馬力の離昇出力を発揮できる。陸上自衛隊では、乗員はパイロットと機上整備員の計3名とされている。
1995年（平成7年）までに34機（JG-52901－52934）のCH-47Jを導入したのち、通算35機目以降は改良型のCH-47JAに移行した。胴体ポッドを大型化して燃料搭載量を倍増させるとともに、機首には気象レーダーを搭載、着脱式のFLIRの設置に対応した架台も設けられており、CH-47Jとして生産された機体の一部も「勢力維持改修」としてJA仕様に改修されている。また少なくとも通算69機目の時点で、エンジンをFADEC対応したT55-K-712A（連続最大出力4,115軸馬力）に変更している。
CH-47JAのなかでも、第1ヘリコプター団に配備されている機体の一部は「国際任務対応機」として、EAPS（遠心力を用いたエンジンの防塵装置）、自己防御装置（AN/ALE-47チャフ・フレアディスペンサーおよびAN/AAR-47ミサイル警報装置）、ドアガン用銃架、防弾板、衛星電話などを追加装備している。更に、呼称はCH-47JAのままで変わらないものの、遅くとも2017年（平成29年）度、早ければ2012年（平成24年）度補正予算での調達分からは、CH-47Fに準じた仕様に移行していたものとみられている。
2025年（令和7年）3月末時点で、陸上自衛隊ではJ型とJA型をあわせて49機を保有しており、下記の部隊・機関に配備している。また2022年（令和4年）12月に策定された防衛力整備計画において34機の整備計画が示されており今後も増加すると見られる。当初は34機を2024年（令和6年）度予算で一括調達する予定だったが、円安でボーイング製の部品の価格が高騰したため、1機当たりの価格も147億円から200億円に高騰した。そのため34機の一括調達は見送られ、2024年（令和6年）度予算では半分以下の12機が計上された。
陸上自衛隊航空学校
- 霞ヶ浦校（霞ヶ浦駐屯地）
- 飛行教導隊（明野駐屯地）

- 第1ヘリコプター団
  - 第1輸送ヘリコプター群（木更津駐屯地）
    - 第103飛行隊
    - 第104飛行隊
    - 第105飛行隊
    - 第106飛行隊

  - 輸送航空隊
    - 第109飛行隊（高遊原分屯地）

 東部方面隊
- 第12旅団
  - 第12ヘリコプター隊
    - 第2飛行隊（相馬原駐屯地）[35]

中部方面隊
- 中部方面航空隊
  - 中部方面ヘリコプター隊
    - 第3飛行隊（美保分屯地）[36]

 西部方面隊
- 西部方面航空隊
  - 西部方面ヘリコプター隊
    - 第3飛行隊（高遊原分屯地）
- 第15旅団
  - 第15ヘリコプター隊
    - 第2飛行隊（那覇駐屯地）

#### 航空自衛隊
航空自衛隊では、まず戦術輸送機によって主要航空基地間を結ぶ幹線空輸能力の整備に注力してきたが、1980年代には、C-1およびC-130の整備によってこれが一定の目処がたったとして、主要航空基地と全国に点在する各作戦基地（レーダーサイトや高射隊など）とを結ぶ端末空輸能力の整備に踏み切る方針を固めた。運用構想は1981年（昭和56年）10月12日に承認され、1982年4月に運用要求書と要求性能書が決定された。検討対象機はCH-47-414とCH-53Eに絞られ、比較検討の結果、運用要求については両機種とも満足していたが、所要経費の点でCH-47-414が有利と判断され、CH-47Jとして採用された。

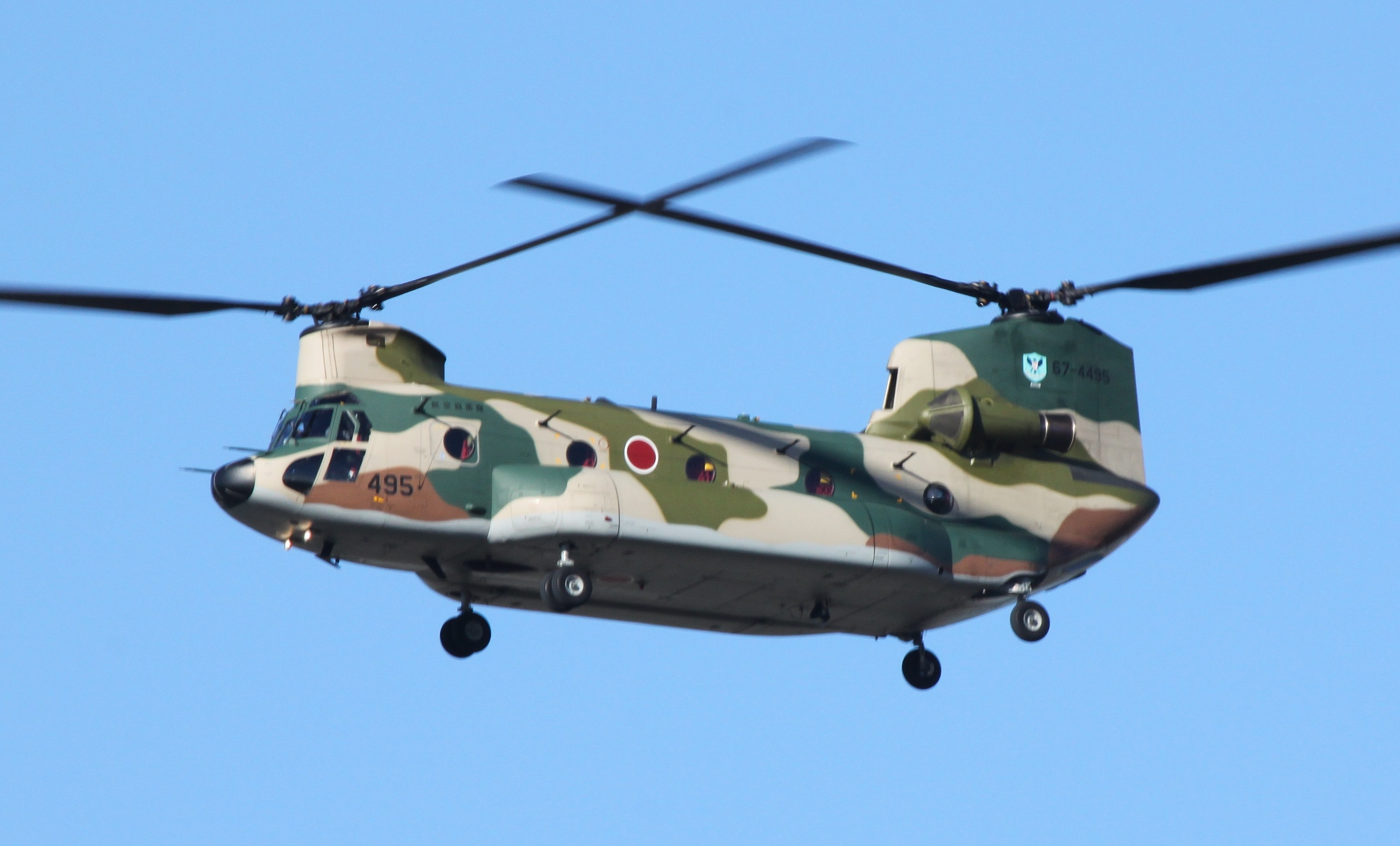
航空自衛隊のCH-47J(LR)。陸自機よりやや薄めの迷彩塗装としている。

空自のCH-47Jは、パイロット2名と機上整備員に加えて、貨物の搭載やホイスト、バケットの操作などを行う空中輸送員（ロードマスター）2名が搭乗し、乗員5名で運用される。機体の仕様としては陸自機と同様にCH-47Dに準じているが、端末輸送だけでなく救難機として使用することを想定して、右舷側キャビンドアの上方に救助用のホイストクレーンを装備している。他機種よりもダウンウォッシュが強いため使用頻度は高くないものの、東日本大震災などで用いられた。また後脚のダンパーを伸縮制御式として、貨物の積み下ろしの際に後脚の高さを調節して機体床面をカーゴローダ―と同じ高さにできるようにして、ロードマスターの負担軽減を図っている。このシステムは川崎重工業が住友精密工業などと共同開発したもので、「床レベリング装置」と呼称されており、世界のチヌークでも空自用CH-47Jのみが備えている特許技術である。
なお、平成14年度以降で発注された機体については、CH-47JAに準じて気象レーダーの装備や燃料搭載量の増加を図っており、公式呼称はCH-47Jのままで変わっていないが、LR（Long range）型と通称される。
空自のCH-47Jは全機がライセンス生産されており、昭和59年度計画で初号機が発注された。隷属先としては航空救難団と輸送航空団、新設の専任部隊の3案が検討されたが、ヘリコプター運用の実績を踏まえて航空救難団に配備されることになった。4つのヘリコプター空輸隊（三沢・入間・春日・那覇）に配備されており、2025年3月末時点で15機を保有している。

### その他輸出用・民間用

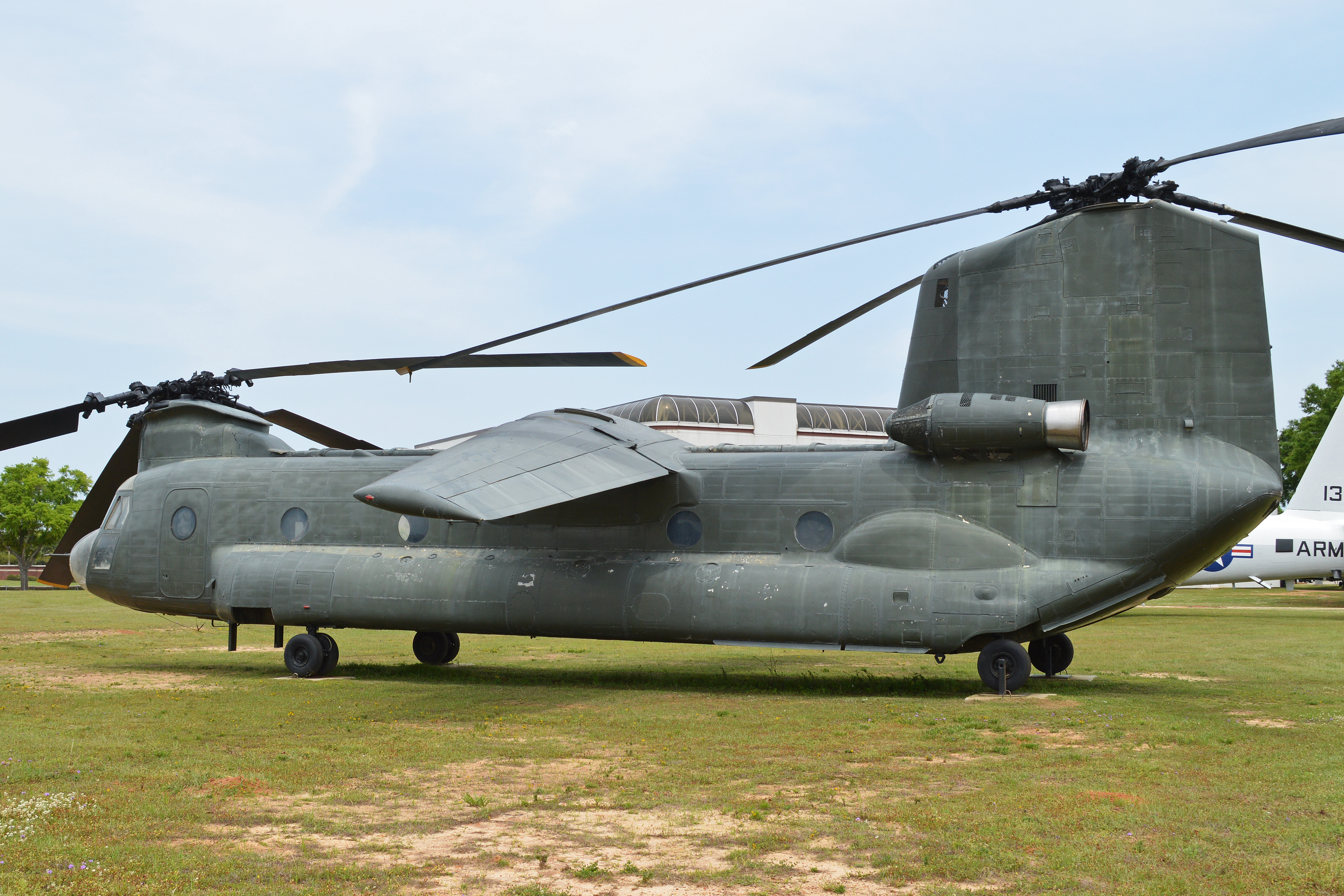
モデル347

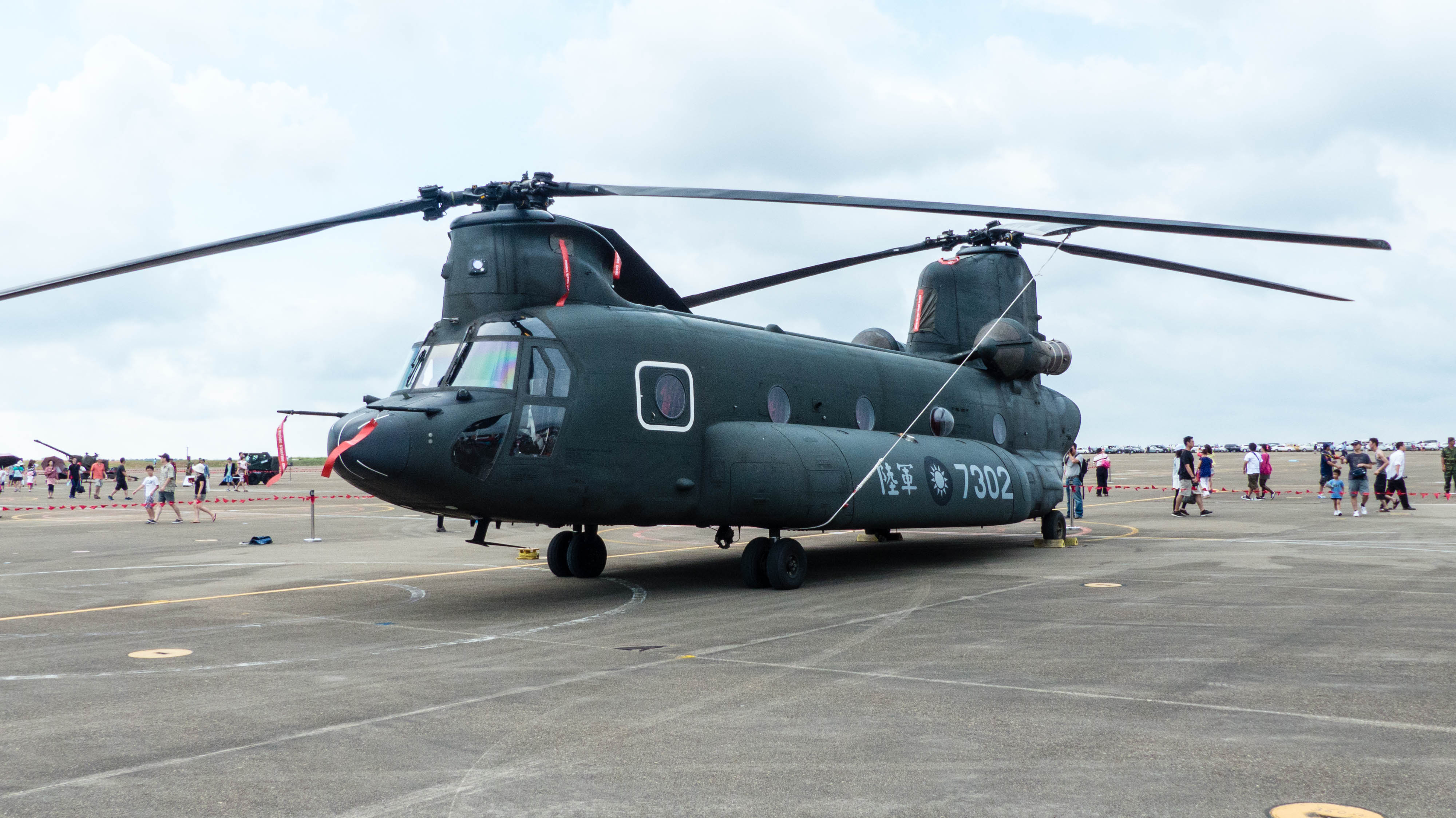
CH-47SD

CH-47Dの発展型であり、SDは"SuperD"を意味する。エンジンはT55-GA-714A、燃料タンクが7,828リットルに拡大され、機首に気象レーダーが搭載されている。
2001年に台湾に9機輸出され、その後、シンガポールに5機、ギリシャに6機が輸出された。

CH-147
C型のカナダ空軍仕様
HH-47
韓国空軍は捜索救難用に改修した機体をHH-47Dとして導入し、1991年より運用している。このほか、2006年にはアメリカ空軍のHH-60G ペイブホークの後継機としてHH-47の導入が決定されたものの、後に再検討され、HH-60W ジョリーグリーンIIに変更された。

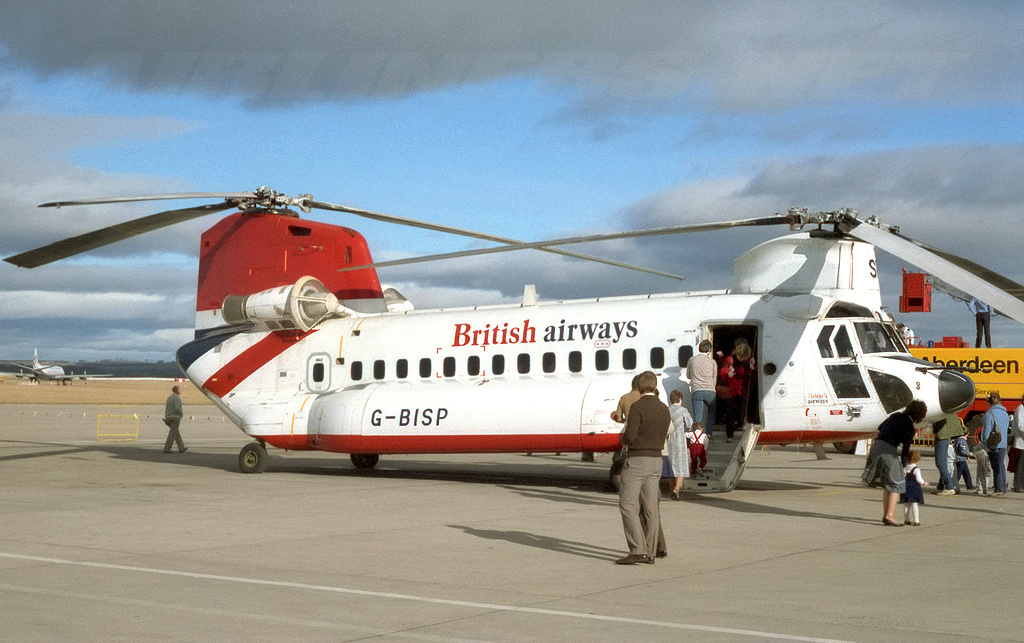
ブリティッシュ・エアウェイズ・ヘリコプターズのモデル234

モデル234

「コマーシャル・チヌーク」と呼ばれる民間型。CH-47Dを元にしているが、気象レーダーや大型化した燃料タンクを初めて採用し、これらの特徴は後にCH-47SDなどの軍用型にも取り入れられた。旅客型のモデル234LR、汎用型のモデル234UT、長距離型のモデル234ER、汎用長距離型のモデル234MLRが開発されたが、この内モデル234UTは生産されなかった。クレーン・ヘリコプター用として少数が生産され、北海油田への物資輸送などに使用された。軍用としても台湾で少数が使用された。

モデル347

CH-47Aを元にした技術実証機。胴体を延長し、ローターは4枚に増やされ、胴体中央に主翼を追加するなど大幅な改修が加えられている。主翼は、ホバリング時に仰角を垂直に近い位置まで上げる仕組みになっていた。

## 運用国

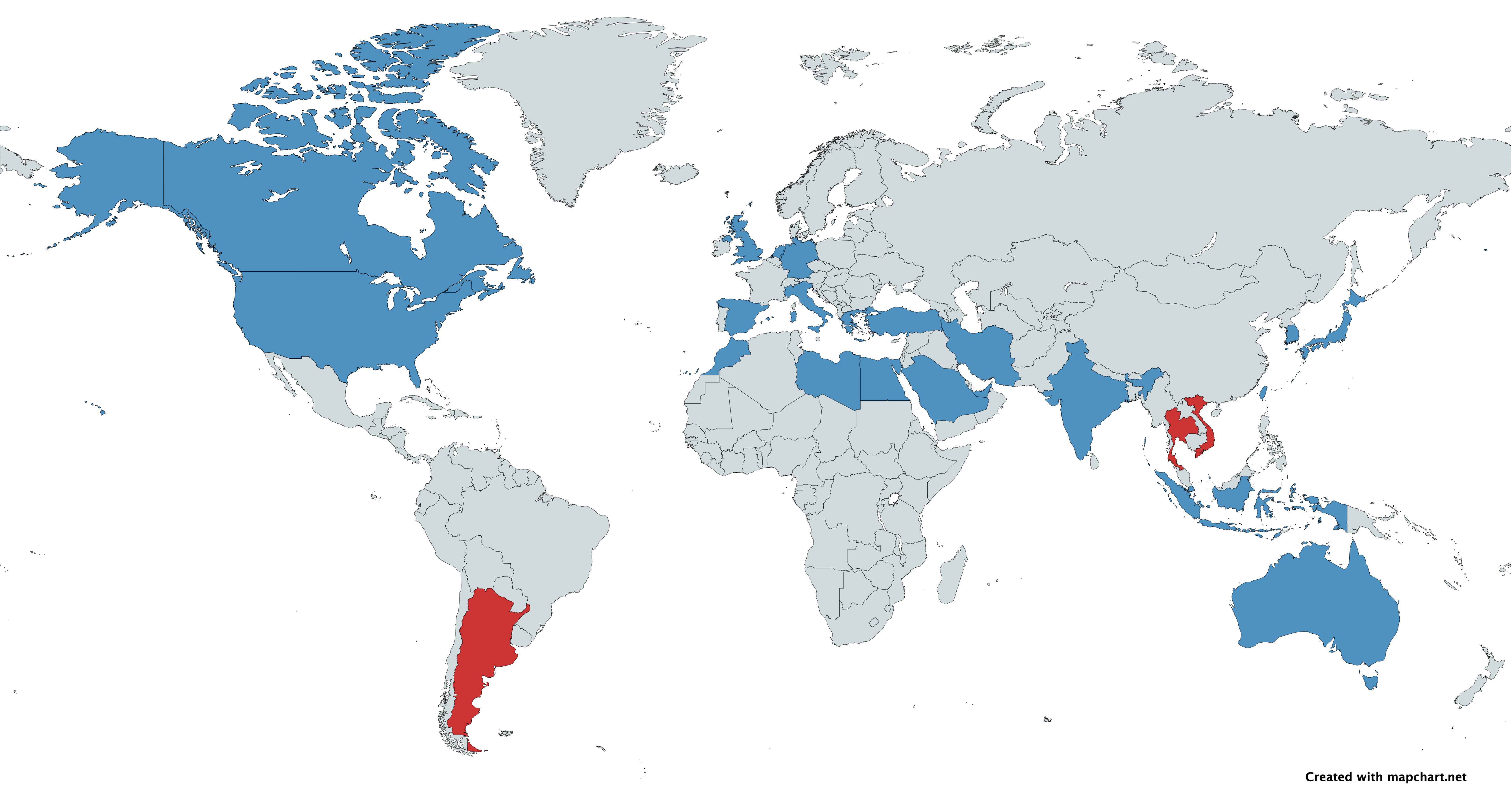
CH-47の採用国
運用中
退役済

### 現在の運用国

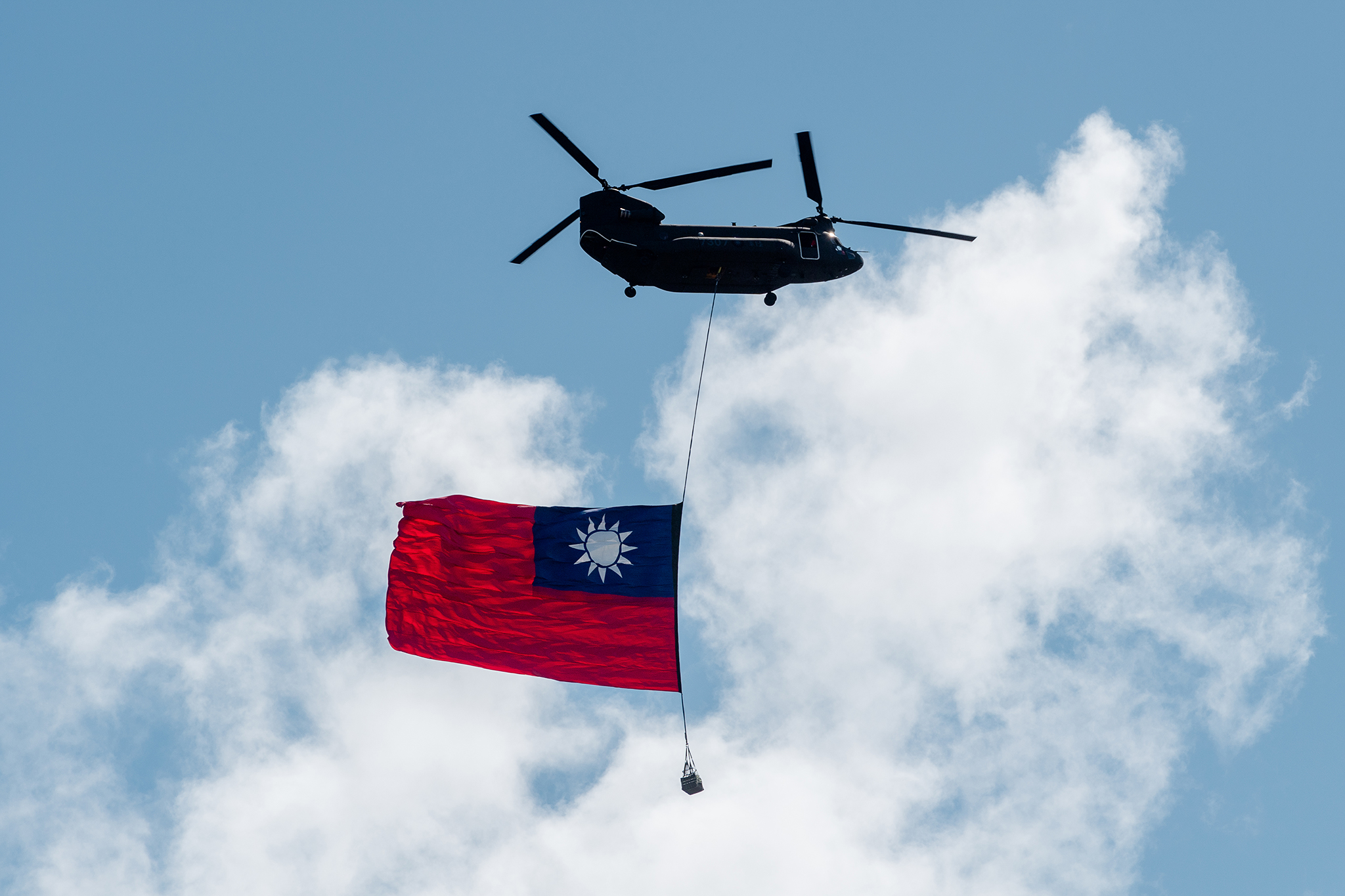
2021年の建国記念式典で飛行する台湾空軍のCH-47

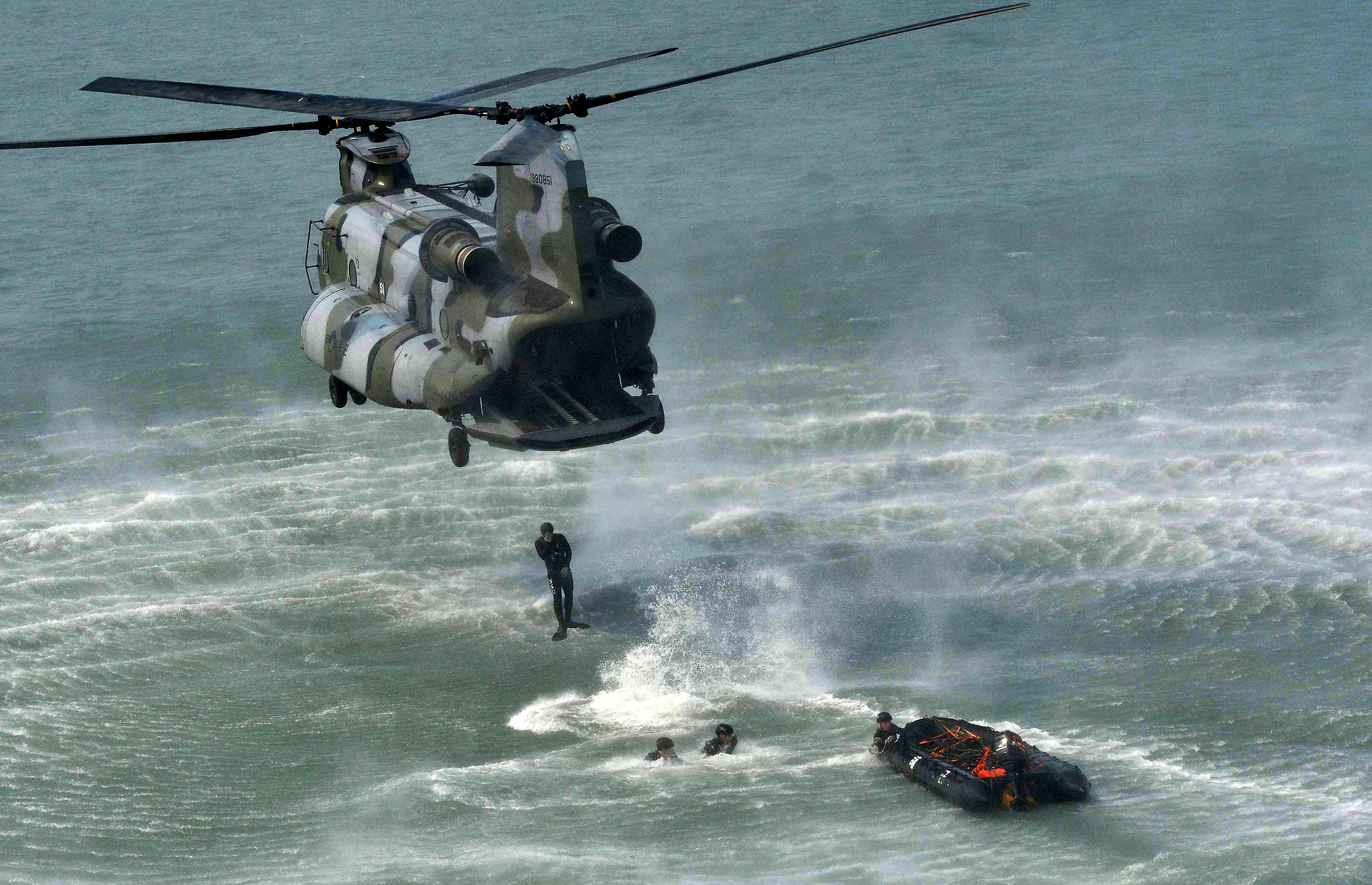
韓国陸軍のチヌークから降下する潜水士

オーストラリア
- オーストラリア陸軍

 カナダ
- カナダ空軍

 台湾

- 中華民国空軍
- 内政部消防署

 エジプト
- エジプト空軍

 ギリシャ
- ギリシャ陸軍

 インド

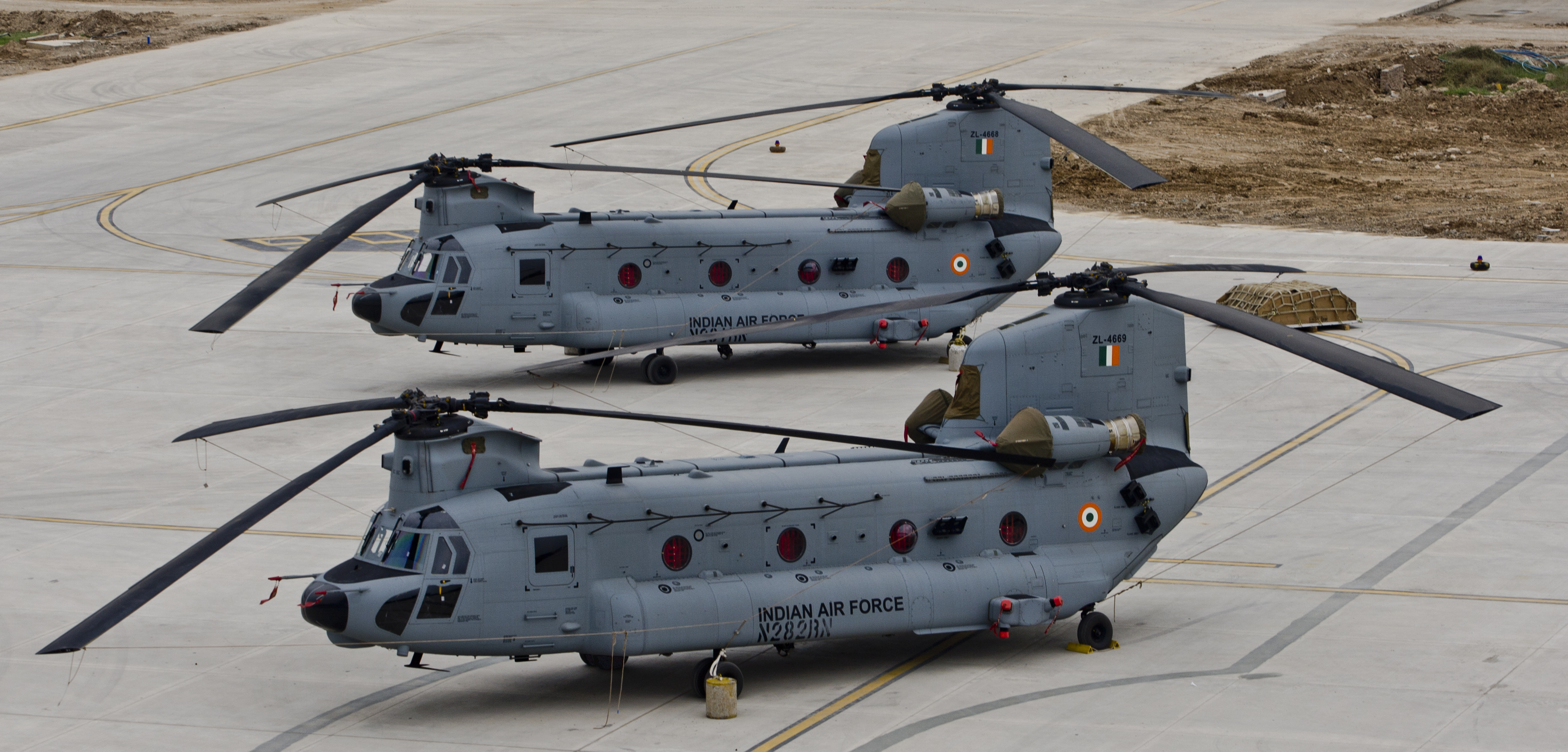
2機のインド空軍のCH-47F

- インド空軍 - 2024年時点で、インド空軍が15機のCH-47Fを保有。

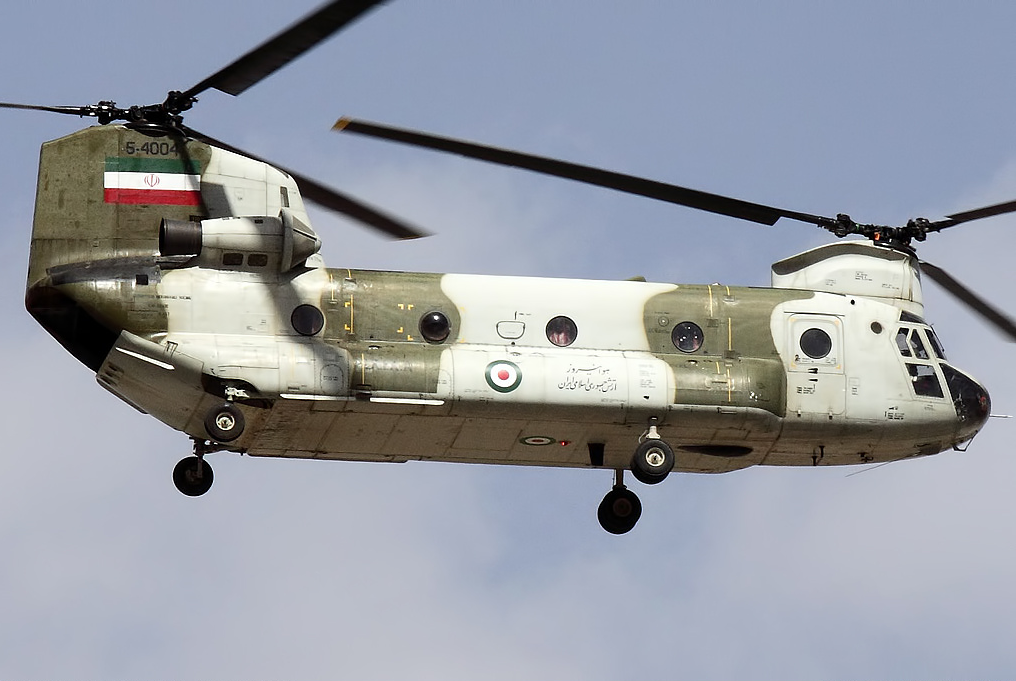
イラン陸軍のCH-47

 インドネシア
- 国家災害対策庁

 イラン

- イラン陸軍

 イタリア
- イタリア陸軍

 日本
- 航空自衛隊
- 陸上自衛隊

 大韓民国

- 大韓民国陸軍

 リビア

- リビア空軍

 モロッコ

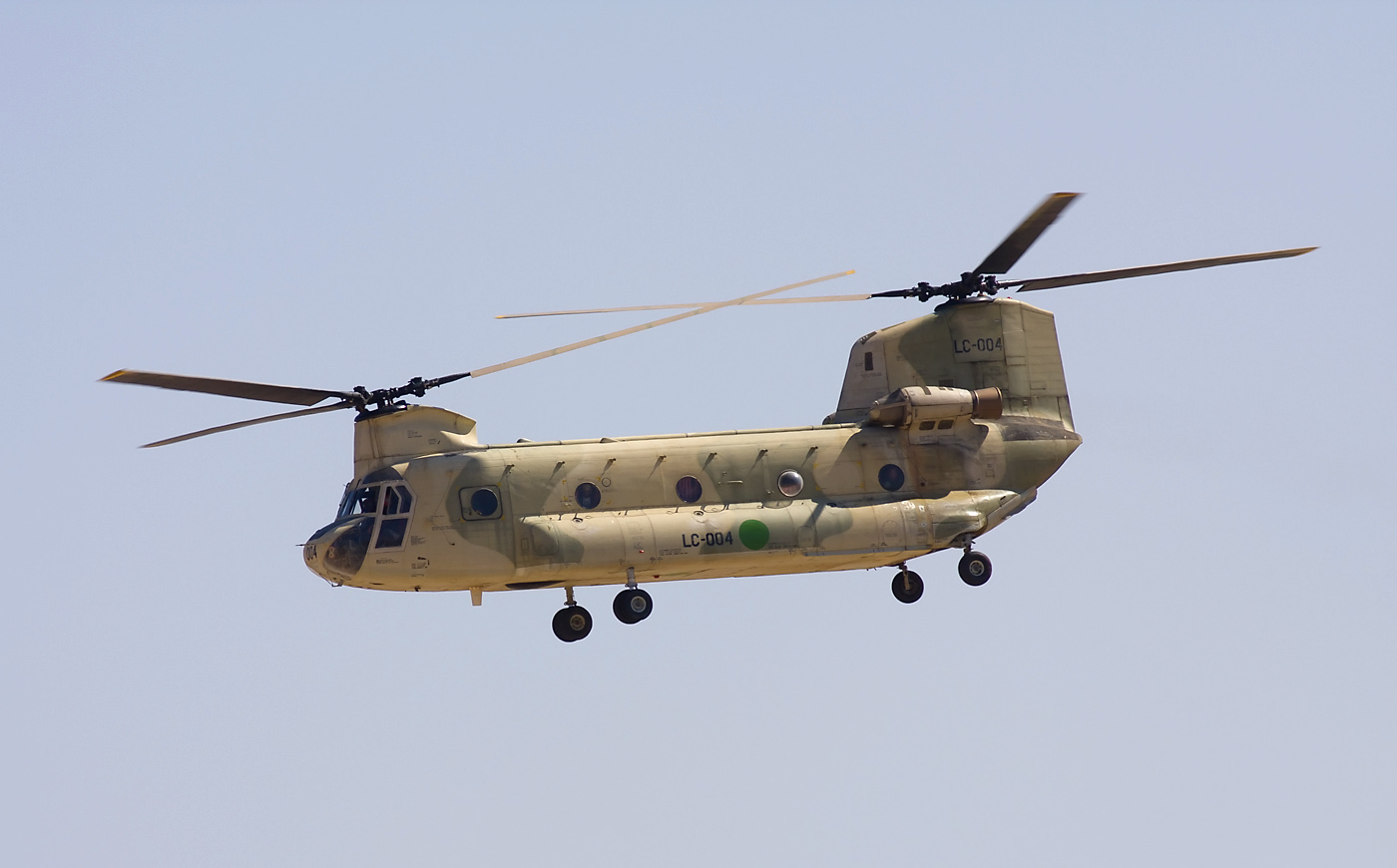
リビア空軍のCH-47

- モロッコ空軍 - 2024年時点で、10機のCH-47Dを保有。

 オランダ

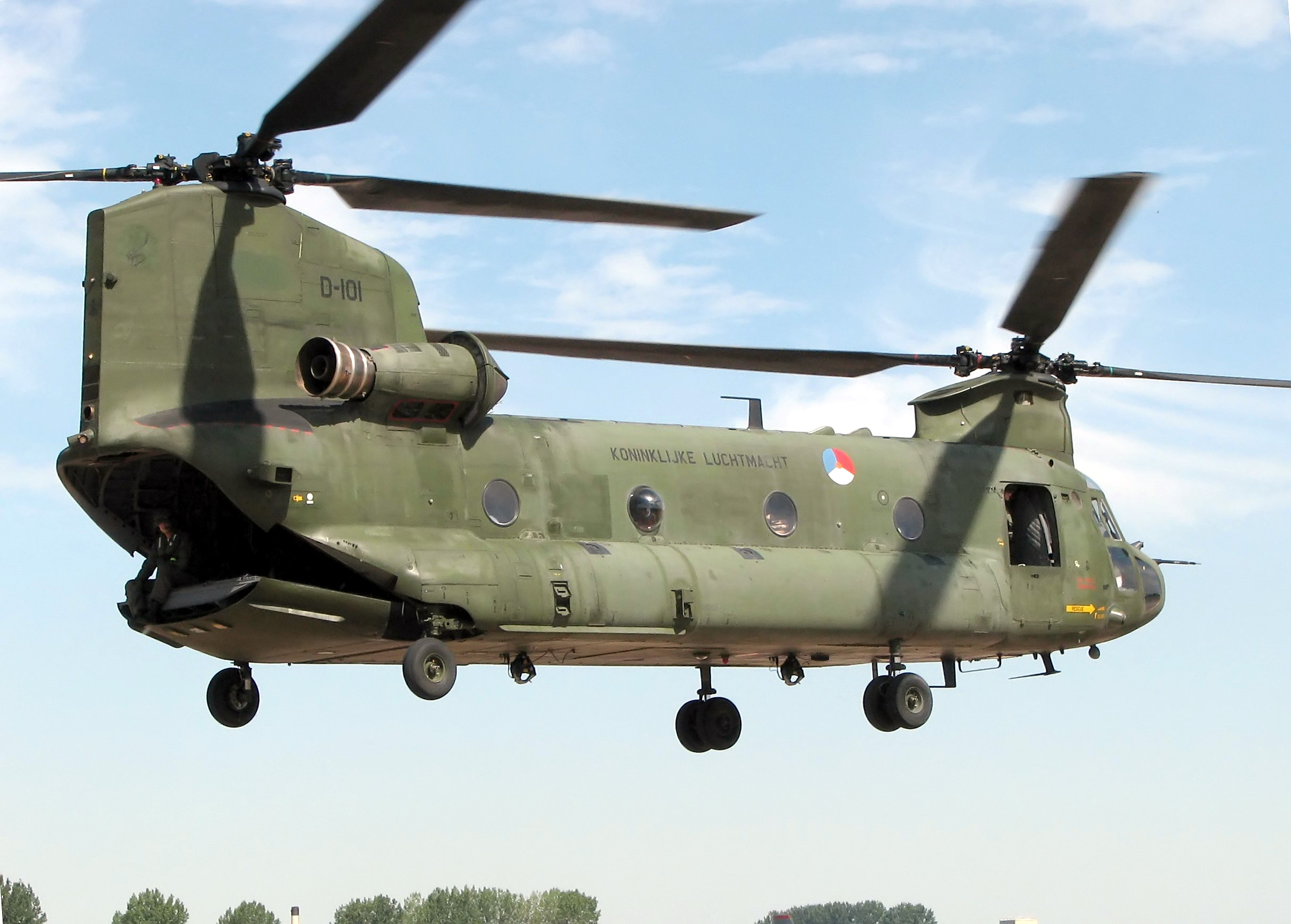
オランダ空軍のCH-47D

- オランダ空軍 - 2021年12月にCH-47Dが退役、CH-47Fを運用中。

 サウジアラビア
- サウジアラビア陸軍

 シンガポール
- シンガポール空軍 - 2023年時点で、6機のCH-47D、10機のCH-47SD、2機以上のCH-47Fを保有。

 スペイン
- スペイン陸軍

 トルコ
- トルコ陸軍

 アラブ首長国連邦
- アラブ首長国連邦空軍

 イギリス
- イギリス空軍

 アメリカ合衆国
- アメリカ陸軍
- アメリカ陸軍州兵
- アメリカ陸軍予備役

### 過去の運用国
アルゼンチン
- アルゼンチン空軍
- アルゼンチン陸軍

オーストラリア空軍

 ベトナム共和国
- ベトナム共和国空軍

 タイ
- タイ陸軍

ブリティッシュ・エアウェイズ・ヘリコプターズ

NASA

 ベトナム
- ベトナム人民空軍

## 運用史

### ベトナム戦争
CH-47は、開発直後からベトナム戦争で実戦投入されており、早速1965年11月29日には第1歩兵師団所属の第147中型輸送ヘリコプター中隊の機体がベトナムに展開している。まもなく、当初期待されていた兵員輸送任務についてはもっと小型で扱いやすいUH-1のほうが適していることが判明したものの、これらの汎用ヘリコプターでは対応できない重装備や物資の輸送に活躍した。
特に重要だったのが砲兵によるヘリボーン戦術で、例えばM102 105mm榴弾砲1門と砲弾60発をスリング輸送、機内に砲兵隊員7名を乗せ、敵の側面・背後に回り込んで火力支援基地 (FSB) から砲撃を行い、砲弾を全弾発射して、反撃を受ける前に離脱するという戦術（artillery raid）がしばしば行われた。1966年10月のアービング作戦では、4機のCH-47Aが榴弾砲4門と砲弾280発をFSBに空輸し、わずか17分で全弾発射して基地に戻っている。
また後に性能が向上すると、墜落した友軍機を回収するパイプスモーク任務でも重用されるようになった。通例、この任務の際にはUH-1とチームを組み、UH-1から降りた要員が墜落した機体を調べて、回収可能であればCH-47から降ろされたワイヤを機体に引っ掛け、回収困難であれば敵の手に渡らないように無線機や武器だけ回収するという手順であった。戦争を通じて、合計11,500機、価格にして30億ドル相当の機材を回収している。

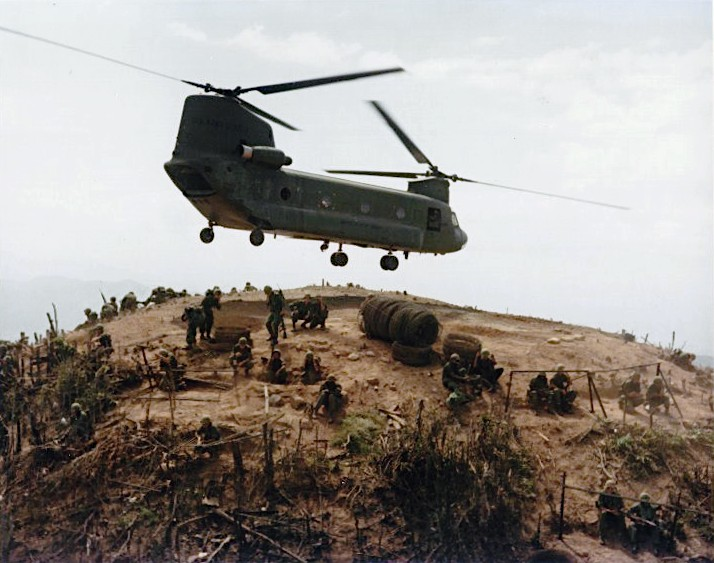
索敵殲滅作戦中の第1騎兵師団所属機
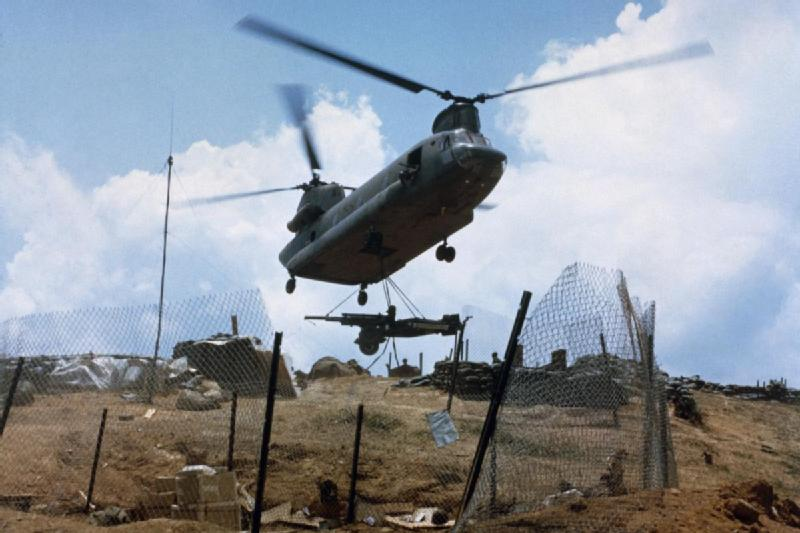
FSBから榴弾砲を吊り上げるCH-47
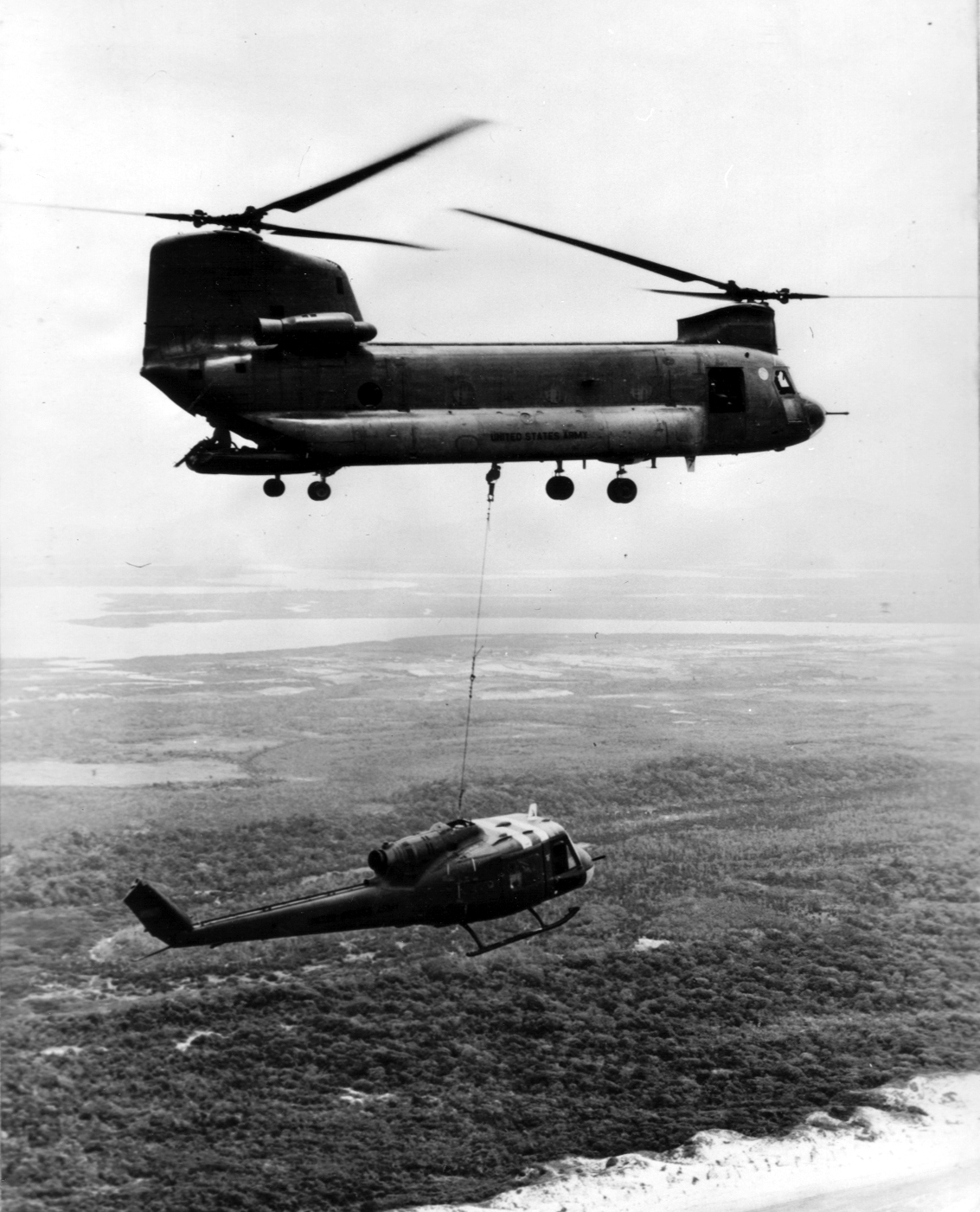
UH-1を回収するCH-47

### フォークランド紛争
1982年のフォークランド紛争では、イギリス・アルゼンチンの双方がチヌークを運用した。
イギリス空軍はチヌーク部隊として再編制されたばかりの第18飛行隊から5機のチヌークHC.1を輸送船「アトランティック・コンベアー」に載せて派遣、アセンション島に下ろされた1機を除いてフォークランド諸島へと運ばれる予定であった。だが5月25日、「アトランティック・コンベアー」はアルゼンチン海軍のエグゾセAM39空対艦ミサイルを被弾して撃沈されてしまい、最初に離陸したチヌーク1機（英空軍シリアル番号：ZA718）を除き、チヌーク3機を含むヘリコプター10機全機が失われた。この生き残った1機のチヌークは紛争終結まで孤軍奮闘し、弾薬や燃料の輸送、イギリス軍兵士やアルゼンチン捕虜の輸送に活躍し、無線のコールサイン「ブラボー・ノーベンバー」の愛称で兵士たちから親しまれた。
5月30日、「ブラボー・ノーベンバー」は105mm榴弾砲と22名の砲兵隊員を機内に乗せ、さらに榴弾砲1門を機外へ吊り下げてケント山へと飛んだ。山頂は柔らかな泥炭の地面であったため機体重量を支えきれない可能性があったことから、夜間のブリザードという悪条件のなか、積載物を下ろす間は低空をホバリングしなければならなかった。6月2日にはグース・グリーンからフィッツロイへ第2空挺大隊を輸送したが、座席を全て外したうえで、1回目は81名、2回目は75名と定員以上の兵士をすし詰め状態にして乗せ、しかもひどい悪天候下だったにもかかわらずこれを成功させた。「ブラボー・ノーベンバー」は、紛争中に109時間飛行し、550名の捕虜と95名の負傷兵を含めて2,150名の兵員と550tの弾薬類を輸送した。
一方のアルゼンチンは、空軍と陸軍がチヌークを2機ずつフォークランド諸島へ展開させていた。これらは補給・輸送任務を行う傍ら、捜索救難や負傷兵護送も行なった。空軍の2機は戦局悪化に伴って鹵獲を防ぐべく本土へ撤退したが、陸軍の1機は片方がエンジン不調で稼働不能に陥り、もう片方は5月21日にハリアー攻撃機の機銃掃射で破壊された。

### 対テロ戦争

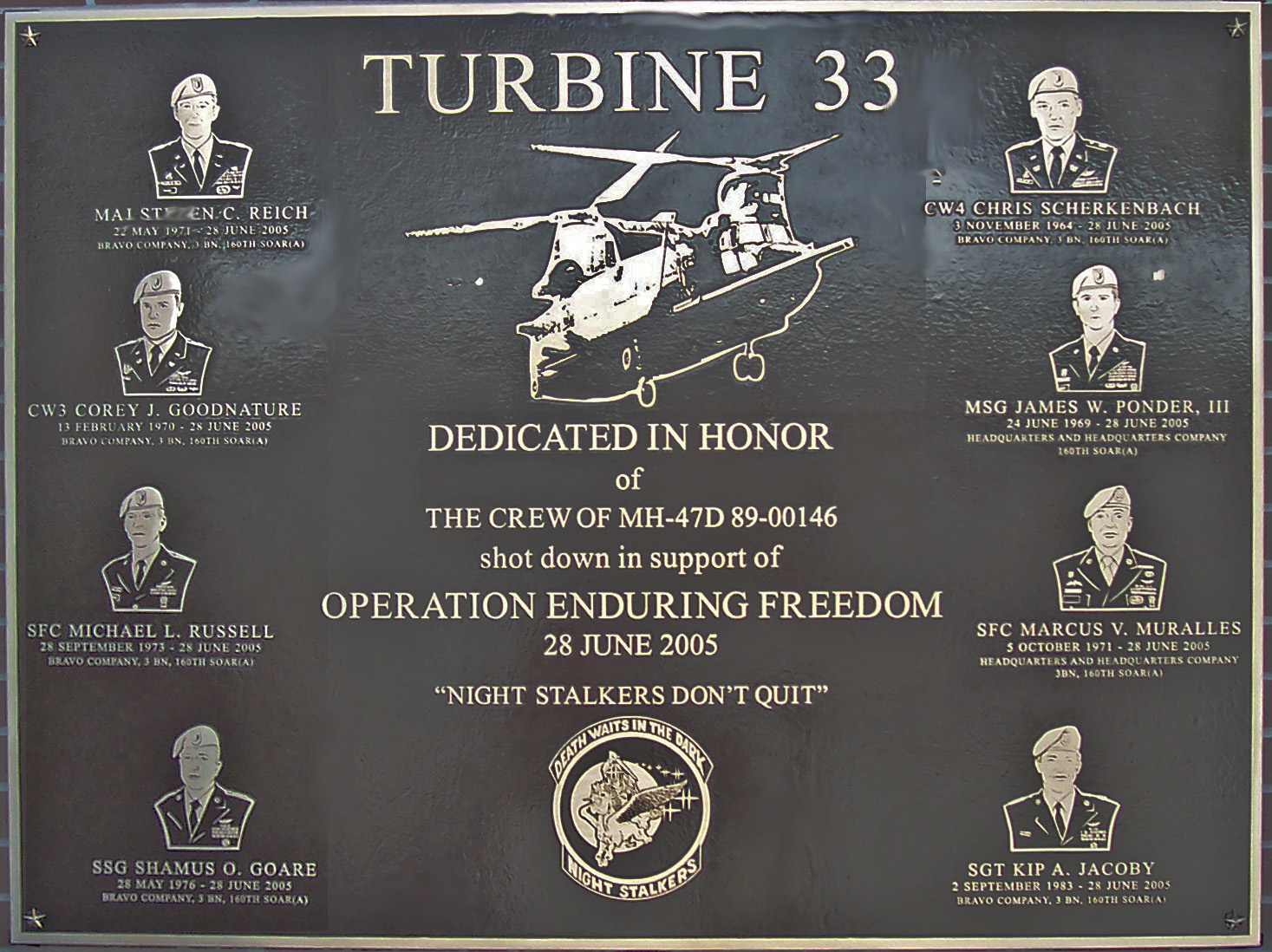
レッドウィング作戦で戦死した陸軍のチヌーク搭乗員の慰霊碑

2001年9月11日のアメリカ同時多発テロ事件を契機としてアメリカ軍がアフガニスタン紛争に介入し、対テロ戦争が始まると、多数のチヌークがアフガニスタンでの作戦行動に投入された。同地は標高・気温ともに高く、UH-60 ブラックホークではエンジン出力の不足が問題となったのに対して、チヌークはエンジン出力に余裕があり、チヌーク1機でブラックホーク5機分の働きをしたとも評される。ただしその重要性を認識していたターリバーン戦闘員の攻撃が集中することになり、また使用頻度が高かったこともあって、チヌークも相応の損害を出した。例えば2002年3月のタクルガルの戦いでは2機のMH-47Eが撃墜され、うち1機の周囲では負傷者を守りながらの激戦となった。また2005年6月28日には、レッド・ウィング作戦においてNavy SEALs隊員を降下させようとしたMH-47Dが撃墜され、搭乗員とSEALs隊員計16名全員が戦死したが、これはアフガニスタン紛争における1日あたりのアメリカ軍の損害としては最多であった。また2011年8月6日には、ターリバーン掃討作戦に参加していたアメリカ陸軍のCH-47Dが撃墜され、搭乗していたアメリカ軍兵士30名とアフガン軍兵士と関係者8名の計38名および軍用犬1頭が戦死し、アフガンでの作戦において最も損害が多い墜落となった。
2011年5月1日に行われたウサーマ・ビン・ラーディンの捕獲作戦（ネプチューン・スピア作戦）では、ステルス型UH-60ヘリコプター2機とともに4機のMH-47が投入されており、ステルス型UH-60が事故によって墜落したのを受けて、待機していた緊急対応部隊（QRF）が搭乗した2機が発進し、殺害したビン・ラーディンの遺体を収容して帰投したほか、残り2機は帰投する部隊に対する燃料補給を行った。

### 福島第一原子力発電所事故
福島第一原子力発電所事故は、2011年3月11日の東北地方太平洋沖地震による地震動と津波の影響により、東京電力の福島第一原子力発電所で発生した炉心溶融など一連の放射性物質の放出をともなった原子力事故であり、自衛隊による原子力災害派遣が行われた。
2011年3月11日9時48分、使用済み核燃料プールの水位が低下していた第一原発3号機に対し、陸上自衛隊第1ヘリコプター団のCH-47チヌーク2機が消火バケットを使い、計4回30トンの放水を行った。
隊員の犠牲を覚悟の上で、空中にホバリングしながらホウ酸を投下するという鶴市作戦も計画されたが、これについては実行されることはなかった。

### 事故
1994年6月2日、イギリス空軍のチヌーク・ヘリコプターがスコットランドで墜落、乗員・搭乗者の計29名が死亡した（1994年イギリス空軍チヌーク墜落事故）。当初の事故調査では、事故原因が判明しなかったものの、空軍は上昇飛行の際の操縦ミスと判断した。しかし、1999年に'Computer Weekly'がエンジン制御機器であるFADECのソフトウェアの欠陥が墜落の原因の可能性であることを発表、貴族院による再調査が行われ、2002年に操縦手の重大な過失の証拠はないことを発表した。国防省と空軍は、事故原因についての判断を変えなかったが、2010年1月4日に、FADECについて174個のエラーがあり、うち一つは明確な危険があることを示した、国防省の内部文書が事故の9ヶ月前に出されていたことが判明した。さらなる再調査の結果、イギリス政府は、事故の正確な原因を不明とし、操縦手の重大な過失は立証できないとして、操縦手の名誉を汚したことを謝罪した。
2007年3月30日、救急患者搬送要請を受けた第1混成団第101飛行隊所属のCH-47JAは、悪天候により、目的地を当初の着陸地点から徳之島空港に変更し飛行していたが、徳之島の天城岳山頂に墜落、乗員4名が死亡した。
2018年3月6日午後6時50分ごろ、沖永良部島分屯基地の近くで、上空を飛行していた空自那覇基地所属のCH-47から後部扉が落下した。同機は離着陸訓練で沖永良部島分屯基地に着陸しようとしていた。翌日分屯基地の南東約200mの草地でドアを発見、回収された。

## 諸元・性能

### 各型の比較表
|                                          | CH-47A    | CH-47C (スーパーC) | CH-47D    | CH-47F    | MH-47G    |
| ---------------------------------------- | --------- | ------------------ | --------- | --------- | --------- |
| 全長                                     | 29.9 m    | 30.1 m             | 30.1 m    | 30.1 m    | 30.1 m    |
| 胴体長                                   | 15.5 m    | 15.5 m             | 15.5 m    | 15.5 m    | 15.9 m    |
| 胴体幅                                   | 3.8 m     | 3.8 m              | 3.8 m     | 3.8 m     | 4.8 m     |
| 全高                                     | 5.6 m     | 5.6 m              | 5.6 m     | 5.6 m     | 5.7 m     |
| 主回転翼直径                             | 18.0 m    | 18.3 m             | 18.3 m    | 18.3 m    | 18.3 m    |
| 燃料搭載量                               | 2,350 L   | 4,164 L            | 3,914 L   | 3,914 L   | 7,828 L   |
| 空虚重量                                 | 8,295 kg  | 9,791 kg           | 10,475 kg | 11,148 kg | 12,210 kg |
| 最大離陸重量                             | 14,969 kg | 20,865 kg          | 22,680 kg | 22,680 kg | 24,494 kg |
| 巡航速度                                 | 204 km/h  | 298 km/h           | 293 km/h  | 293 km/h  | 296 km/h  |
| 最大速度                                 | 241 km/h  | 306 km/h           | 302 km/h  | 302 km/h  | 315 km/h  |
| 実用上昇限度                             | 3,627 m   | 4,572 m            | 6,096 m   | 6,096 m   | 6,096 m   |
| 出典: 巫 2020, Jackson 2004, pp. 591–594 |           |                    |           |           |           |

### アメリカ軍の主要なヘリコプターとの比較表
|              | UH-1Y                        | UH-60M                   | MV-22B                    | CH-47F                    | CH-53E                    |
| ------------ | ---------------------------- | ------------------------ | ------------------------- | ------------------------- | ------------------------- |
| 画像         |                              |                          |                           |                           |                           |
| 全長         | 17.78 m                      | 19.76 m                  | 17.5 m                    | 30.1 m                    | 30.2 m                    |
| 全幅         | 14.88 m                      | 16.36 m                  | 25.54 m                   | 18.3 m                    | 24.1 m                    |
| 全高         | 4.5 m                        | 5.13 m                   | 6.73 m                    | 5.7 m                     | 8.46 m                    |
| 空虚重量     | 5,370 kg                     | 4,819 kg                 | 15,032 kg                 | 10,185 kg                 | 15,071 kg                 |
| 積載量       | 3,020 kg                     | 5,220 kg                 | 9,070 kg                  | 10,886 kg                 | 13,610 kg                 |
| 最大離陸重量 | 8,390 kg                     | 10,660 kg                | 27,400 kg                 | 22,680 kg                 | 33,300 kg                 |
| 乗員数       | - 乗員2 - 4名 - 乗客6 - 10名 | - 乗員2 - 4名 - 乗客11名 | - 乗員4名 - 乗客24 - 32名 | - 乗員3名 - 乗客33 – 55名 | - 乗員5名 - 乗客37 - 55名 |
| 動力         | T700-GE-401C×2               | T700-GE-701D×2           | T406/AE 1107C×2           | T55-GA-714A×2             | T64-GE-416/416A×3         |
| 出力         | 1,828 shp (1,360 kW)×2       | 2,000 hp (1,500 kW)×2    | 6,150 hp (4,590 kW)×2     | 4,733 hp (3,529 kW)×2     | 4,380 shp (3,270 kW)×3    |
| 最大速度     | 304 km/h                     | 295 km/h                 | 565 km/h                  | 315 km/h                  | 315 km/h                  |
| 巡航速度     | 293 km/h                     | 278 km/h                 | 446 km/h                  | 240 km/h                  | 278 km/h                  |
| 航続距離     | 648 km                       | 2,200 km                 | 3,590 km                  | 2,252 km                  | 1,833 km                  |